# Torneo Independencia 2010 Liga Premier de Ascenso
El Torneo Independencia 2010 de la Liga Premier de Ascenso fue el 27º corto que abrió la LXII temporada de la Segunda División. Contó con la participación de 37 equipos. El Celaya se proclamó campeón de la categoría tras vencer al Tampico Madero. El campeón de esta edición se enfrentó a Chivas Rayadas, ganador del Torneo Revolución 2011 para definir al equipo ganador del ascenso.

## Sistema de competición
El sistema de competición de este torneo es el mismo del Torneo Revolución 2011. Este se desarrolla en dos fases:
- Fase de calificación: que se integra por las 12 jornadas del torneo.
- Fase final: que se integra por los partidos de ida y vuelta en rondas de octavos, cuartos de final, de semifinal y final.

### Fase de calificación
En la fase de calificación se observará el sistema de puntos. La ubicación en la tabla general está sujeta a lo siguiente:
En la fase de calificación se observará el sistema de puntos, apareciendo en los calendarios de juego 
primero el nombre del club local seguido del nombre del club visitante. 
La ubicación en las Tablas de Clasificación por Grupo estará sujeta al número de puntos obtenidos en 
cada partido de acuerdo al resultado. 
- Por juego ganado: 3 puntos
  - Si el equipo visitante gana el juego por diferencia de dos goles, se le otorgará 1 punto adicional. Aplica únicamente para partidos jugados; no aplica para partidos ganados por motivo de resolución.

- Por juego empatado: 1 punto
  - Tratándose de empates a dos o más goles, será obligatoria la participación de los Equipos participantes en una serie de tiros penales, conforme al criterio establecido en el Artículo 31 del presente Reglamento; otorgándosele 1 punto adicional al Equipo que resulte ganador de dicha serie.

- Por juego perdido: 0 puntos

En esta fase participan los 37 Clubes de la Liga Premier de Ascenso jugando en cada grupo todos contra todos durante las jornadas respectivas, a un solo partido.
El orden de los clubes al final de la Fase de Calificación del rorneo corresponderá a la suma de los puntos obtenidos por cada uno de ellos y se presentará en forma descendente. Si al finalizar las 12 jornadas del torneo, dos o más clubes estuviesen empatados en puntos, su posición en la Tabla general será determinada atendiendo a los siguientes criterios de desempate:
1. Mejor diferencia entre los goles anotados y recibidos.
2. Mayor número de goles anotados.
3. Marcadores particulares entre los Clubes empatados.
4. Mayor número de goles anotados como visitante.
5. Mejor ubicado en la Tabla general de cociente.
6. Tabla Fair Play.
7. Sorteo.

Para determinar los lugares que ocuparán los Clubes que participen en la Fase final del Torneo se tomará como base la Tabla general de clasificación.
Participan automáticamente por el título de Campeón de la Liga Premier de Ascenso los primeros 5 lugares de cada grupo y el mejor sexto sitio (16 en total).

### Fase final
Los 16 clubes calificados para esta fase del torneo serán reubicados de acuerdo con el lugar que ocupen en la tabla general al término de la jornada 12, con el puesto del número uno al club mejor clasificado, y así hasta el #16. Los partidos a esta fase se desarrollarán a visita, en las siguientes etapas:
- Octavos de final
- Cuartos de final
- Semifinales
- Final

Los clubes vencedores en los partidos de octavos, cuartos de final y semifinal serán aquellos que en los dos juegos anoten el mayor número de goles. De existir empate en el número de goles anotados, la posición se definirá a favor del club con mayor cantidad de goles a favor cuando actúe como visitante.
Si una vez aplicado el criterio anterior los clubes siguieran empatados, se observará la posición de los clubes en la Tabla general de clasificación.
Los partidos correspondientes a la fase final se jugarán obligatoriamente los días miércoles y sábado, y jueves y domingo eligiendo, en su caso, exclusivamente en forma descendente, los cuatro Clubes mejor clasificados en la Tabla general al término de la jornada 12, el día y horario de su partido como local. Los siguientes cuatro Clubes podrán elegir únicamente el horario.
El Club vencedor de la Final y por lo tanto Campeón, será aquel que en los dos partidos anote el mayor número de goles. Si al término del tiempo reglamentario el partido está empatado, se agregarán dos tiempos extras de 15 minutos cada uno. De persistir el empate en estos periodos, se procederá a lanzar tiros penales hasta que resulte un vencedor.
Los partidos de Octavos de final se sortearán al finalizar el torneo regular, tomando siempre como equipos locales los que se encuentren en la mejor posición en la tabla respecto al rival.
Los partidos de cuartos de final se jugarán de la siguiente manera:
Llave 3 vs Llave 4
Llave 5 vs Llave 6
En las semifinales participarán los cuatro clubes vencedores de cuartos de final, reubicándolos del uno al cuatro, de acuerdo a su mejor posición en la Tabla general de clasificación al término de la jornada 15 del torneo correspondiente, enfrentándose:
Disputarán el título de Campeón de los Torneos de Independencia 2010 y Revolución 2011 los dos clubes vencedores de la fase semifinal correspondiente, reubicándolos del uno al dos, de acuerdo a su mejor posición en la Tabla general de clasificación al término de las jornadas de cada torneo.

## Equipos participantes

### Grupo 1 (Zona Sur)
| Equipo                     | Ciudad                         | Estadio                                  |
| -------------------------- | ------------------------------ | ---------------------------------------- |
| Atlético Tapatío           | Chalco, Estado de México       | Arreola                                  |
| Cuautitlán                 | Cuautitlán, Estado de México   | Los Pinos                                |
| Guerreros de Acapulco      | Acapulco, Guerrero             | Unidad Deportiva Acapulco                |
| Inter Playa del Carmen     | Playa del Carmen, Quintana Roo | Mario Villanueva Madrid                  |
| C.D. Lozaro                | Yautepec, Morelos              | Olímpico Centro Vacacional IMSS Oaxtepec |
| Ocelotes de la UNACH       | Tapachula, Chiapas             | Olímpico de Tapachula                    |
| Orizaba                    | Orizaba, Veracruz              | Socum                                    |
| Patriotas de Córdoba       | Córdoba, Veracruz              | Rafael Murillo Vidal                     |
| Pumas Naucalpan            | Naucalpan, Estado de México    | Centenario / La Cantera                  |
| Tecamachalco               | Huixquilucan, Estado de México | Neza 86                                  |
| Tiburones Rojos de Córdoba | Córdoba, Veracruz              | Luis "Pirata" Fuente                     |
| Titanes de Tulancingo      | Tulancingo, Hidalgo            | Primero de Mayo                          |
| Potros UAEM                | Toluca, Estado de México       | Universitario Alberto "Chivo" Córdoba    |

### Grupo 2 (Zona Central)
| Equipo                    | Ciudad                            | Estadio                        |
| ------------------------- | --------------------------------- | ------------------------------ |
| Bravos de Nuevo Laredo    | Nuevo Laredo, Tamaulipas          | Unidad Deportiva Benito Juárez |
| Celaya F.C.               | Celaya, Guanajuato                | Miguel Alemán Valdés           |
| Cruz Azul Jasso           | Jasso, Hidalgo                    | 10 de diciembre                |
| Ébano F.C.                | Ébano, San Luis Potosí            | Municipal de Ébano             |
| F.C. Excélsior            | Escobedo, Nuevo León              | Centro Deportivo Soriana       |
| C.D. Irapuato "B"         | Irapuato, Guanajuato              | Sergio León Chávez             |
| C.F. La Piedad            | Silao, Guanajuato                 | Municipal de Silao             |
| Querétaro F.C. "B"        | Corregidora, Querétaro            | Unidad Deportiva La Cañada     |
| Real Saltillo Soccer      | Saltillo, Coahuila                | Olímpico Francisco I. Madero   |
| San Miguel F.C. Caudillos | San Miguel de Allende, Guanajuato | José María "Capi" Correa       |
| Tampico Madero            | Tampico Madero, Tamaulipas        | Tamaulipas                     |
| Unión de Curtidores       | León, Guanajuato                  | Variable                       |
| Correcaminos UAT "B"      | Ciudad Victoria, Tamaulipas       | Profesor Eugenio Alvizo Porras |

### Grupo 3 (Zona Norte)
| Equipo                                     | Ciudad                                 | Estadio                          |
| ------------------------------------------ | -------------------------------------- | -------------------------------- |
| Águilas Reales de Zacatecas                | Zacatecas, Zacatecas                   | Francisco Villa                  |
| Búhos de Hermosillo                        | Hermosillo, Sonora                     | Hundido ITSON                    |
| Cachorros de la Universidad de Guadalajara | Zapopan, Jalisco                       | Jalisco                          |
| Chivas Rayadas                             | Puerto Vallarta, Jalisco               | La Preciosa                      |
| Delfines de Los Cabos                      | San José del Cabo, Baja California Sur | Complejo Deportivo Don Koll      |
| Deportivo Guamúchil                        | Guamúchil, Sinaloa                     | Coloso del Dique                 |
| Dorados de Los Mochis                      | Los Mochis, Sinaloa                    | Centenario LM                    |
| Dorados UACH                               | Chihuahua, Chihuahua                   | Olímpico UACH                    |
| Loros de la Universidad de Colima          | Colima, Colima                         | Olímpico Universitario de Colima |
| Obregón F.C.                               | Ciudad Obregón, Sonora                 | Manuel Piri Sagasta              |
| Vaqueros de Ixtlán                         | Tonalá, Jalisco                        | U.D. Revolución Mexicana         |

## Grupos

### Zona Sur
| Pos. | Equipo                     | Pts. | PJ | G | E | P | GF | GC | Dif. | Clasificación       |
| ---- | -------------------------- | ---- | -- | - | - | - | -- | -- | ---- | ------------------- |
| 1    | Potros UAEM                | 24   | 12 | 6 | 3 | 3 | 23 | 14 | +9   | Liguilla de ascenso |
| 2    | Tecamachalco               | 23   | 12 | 6 | 3 | 3 | 25 | 13 | +12  | Liguilla de ascenso |
| 3    | Guerreros de Acapulco      | 23   | 12 | 6 | 3 | 3 | 17 | 15 | +2   | Liguilla de ascenso |
| 4    | Tiburones Rojos de Córdoba | 22   | 12 | 6 | 3 | 3 | 20 | 10 | +10  | Liguilla de ascenso |
| 5    | Inter Playa del Carmen     | 22   | 12 | 4 | 5 | 3 | 15 | 13 | +2   | Liguilla de ascenso |
| 6    | Ocelotes UNACH             | 21   | 12 | 6 | 2 | 4 | 18 | 20 | −2   |                     |
| 7    | Patriotas de Córdoba       | 17   | 12 | 5 | 2 | 5 | 15 | 14 | +1   |                     |
| 8    | Cuautitlán                 | 16   | 12 | 4 | 3 | 5 | 20 | 25 | −5   |                     |
| 9    | Atlético Tapatío           | 15   | 12 | 4 | 3 | 5 | 21 | 22 | −1   |                     |
| 10   | Pumas Naucalpan            | 15   | 12 | 4 | 2 | 6 | 13 | 15 | −2   |                     |
| 11   | Titanes de Tulancingo      | 14   | 12 | 3 | 4 | 5 | 13 | 16 | −3   |                     |
| 12   | Albinegros de Orizaba      | 13   | 12 | 3 | 2 | 7 | 7  | 17 | −10  |                     |
| 13   | C.D. Lozaro                | 10   | 12 | 3 | 1 | 8 | 5  | 18 | −13  |                     |

 Fuente: RSSSF

### Zona Central
| Pos. | Equipo                    | Pts. | PJ | G | E | P | GF | GC | Dif. | Clasificación       |
| ---- | ------------------------- | ---- | -- | - | - | - | -- | -- | ---- | ------------------- |
| 1    | Tampico Madero            | 28   | 12 | 9 | 1 | 2 | 32 | 10 | +22  | Liguilla de ascenso |
| 2    | Celaya F.C. (C)           | 28   | 12 | 7 | 4 | 1 | 25 | 9  | +16  | Liguilla de ascenso |
| 3    | Querétaro F.C. "B"        | 27   | 12 | 8 | 2 | 2 | 22 | 8  | +14  | Liguilla de ascenso |
| 4    | Bravos de Nuevo Laredo    | 25   | 12 | 7 | 2 | 3 | 30 | 23 | +7   | Liguilla de ascenso |
| 5    | Cruz Azul Jasso           | 22   | 12 | 6 | 3 | 3 | 16 | 11 | +5   | Liguilla de ascenso |
| 6    | Unión de Curtidores       | 21   | 12 | 4 | 6 | 2 | 12 | 10 | +2   | Liguilla de ascenso |
| 7    | Correcaminos UAT "B"      | 17   | 12 | 4 | 3 | 5 | 15 | 20 | −5   |                     |
| 8    | San Miguel F.C. Caudillos | 16   | 12 | 4 | 3 | 5 | 12 | 14 | −2   |                     |
| 9    | Real Saltillo Soccer      | 11   | 12 | 1 | 5 | 6 | 11 | 20 | −9   |                     |
| 10   | C.D. Irapuato "B"         | 10   | 12 | 3 | 1 | 8 | 16 | 24 | −8   |                     |
| 11   | Ébano F.C.                | 10   | 12 | 2 | 3 | 7 | 11 | 25 | −14  |                     |
| 12   | C.F. La Piedad            | 10   | 12 | 3 | 1 | 8 | 13 | 31 | −18  |                     |
| 13   | F.C. Excélsior            | 8    | 12 | 2 | 2 | 8 | 10 | 20 | −10  |                     |

 Fuente: RSSSF

### Zona Norte
| Pos. | Equipo                            | Pts. | PJ | G | E | P | GF | GC | Dif. | Clasificación       |
| ---- | --------------------------------- | ---- | -- | - | - | - | -- | -- | ---- | ------------------- |
| 1    | Loros de la Universidad de Colima | 22   | 10 | 7 | 1 | 2 | 24 | 11 | +13  | Liguilla de ascenso |
| 2    | Vaqueros de Ixtlán                | 21   | 10 | 6 | 3 | 1 | 13 | 5  | +8   | Liguilla de ascenso |
| 3    | Cachorros U. de G.                | 21   | 10 | 6 | 2 | 2 | 19 | 13 | +6   | Liguilla de ascenso |
| 4    | Búhos de Hermosillo               | 17   | 10 | 4 | 3 | 3 | 15 | 13 | +2   | Liguilla de ascenso |
| 5    | Dorados Fuerza UACH               | 17   | 10 | 5 | 1 | 4 | 8  | 13 | −5   | Liguilla de ascenso |
| 6    | Chivas Rayadas                    | 16   | 10 | 5 | 1 | 4 | 13 | 11 | +2   |                     |
| 7    | Deportivo Guamúchil               | 15   | 10 | 5 | 0 | 5 | 17 | 13 | +4   |                     |
| 8    | Dorados Los Mochis                | 15   | 10 | 3 | 3 | 4 | 15 | 15 | 0    |                     |
| 9    | Obregón F.C.                      | 10   | 10 | 3 | 1 | 6 | 11 | 14 | −3   |                     |
| 10   | Delfines de Los Cabos             | 10   | 10 | 2 | 2 | 6 | 11 | 19 | −8   |                     |
| 11   | Águilas Reales de Zacatecas       | 1    | 10 | 0 | 1 | 9 | 3  | 22 | −19  |                     |

 Fuente: RSSSF

## Tabla general
| Pos. | Equipo                            | Pts. | PJ | G | E | P | GF | GC | Dif. | Clasificación       |
| ---- | --------------------------------- | ---- | -- | - | - | - | -- | -- | ---- | ------------------- |
| 1    | Tampico Madero                    | 28   | 12 | 9 | 1 | 2 | 32 | 10 | +22  | Liguilla de ascenso |
| 2    | Celaya F.C. (C)                   | 28   | 12 | 7 | 4 | 1 | 25 | 9  | +16  | Liguilla de ascenso |
| 3    | Querétaro F.C. "B"                | 27   | 12 | 8 | 2 | 2 | 22 | 8  | +14  | Liguilla de ascenso |
| 4    | Bravos de Nuevo Laredo            | 25   | 12 | 7 | 2 | 3 | 30 | 23 | +7   | Liguilla de ascenso |
| 5    | Potros UAEM                       | 24   | 12 | 6 | 3 | 3 | 23 | 14 | +9   | Liguilla de ascenso |
| 6    | Tecamachalco                      | 23   | 12 | 6 | 3 | 3 | 25 | 13 | +12  | Liguilla de ascenso |
| 7    | Guerreros de Acapulco             | 23   | 12 | 6 | 3 | 3 | 17 | 15 | +2   | Liguilla de ascenso |
| 8    | Loros de la Universidad de Colima | 22   | 10 | 7 | 1 | 2 | 24 | 11 | +13  | Liguilla de ascenso |
| 9    | Tiburones Rojos de Córdoba        | 22   | 12 | 6 | 3 | 3 | 20 | 10 | +10  | Liguilla de ascenso |
| 10   | Cruz Azul Jasso                   | 22   | 12 | 6 | 3 | 3 | 16 | 11 | +5   | Liguilla de ascenso |
| 11   | Inter Playa del Carmen            | 22   | 12 | 4 | 5 | 3 | 15 | 13 | +2   | Liguilla de ascenso |
| 12   | Vaqueros de Ixtlán                | 21   | 10 | 6 | 3 | 1 | 13 | 5  | +8   | Liguilla de ascenso |
| 13   | Cachorros U. de G.                | 21   | 10 | 6 | 2 | 2 | 19 | 13 | +6   | Liguilla de ascenso |
| 14   | Unión de Curtidores               | 21   | 12 | 4 | 6 | 2 | 12 | 10 | +2   | Liguilla de ascenso |
| 15   | Ocelotes UNACH                    | 21   | 12 | 6 | 2 | 4 | 18 | 20 | −2   |                     |
| 16   | Búhos de Hermosillo               | 17   | 10 | 4 | 3 | 3 | 15 | 13 | +2   | Liguilla de ascenso |
| 17   | Patriotas de Córdoba              | 17   | 12 | 5 | 2 | 5 | 15 | 14 | +1   |                     |
| 18   | Correcaminos UAT "B"              | 17   | 12 | 4 | 3 | 5 | 15 | 20 | −5   |                     |
| 19   | Dorados Fuerza UACH               | 17   | 10 | 5 | 1 | 4 | 8  | 13 | −5   | Liguilla de ascenso |
| 20   | Chivas Rayadas                    | 16   | 10 | 5 | 1 | 4 | 13 | 11 | +2   |                     |
| 21   | San Miguel F.C. Caudillos         | 16   | 12 | 4 | 3 | 5 | 12 | 14 | −2   |                     |
| 22   | Cuautitlán                        | 16   | 12 | 4 | 3 | 5 | 20 | 25 | −5   |                     |
| 23   | Deportivo Guamúchil               | 15   | 10 | 5 | 0 | 5 | 17 | 13 | +4   |                     |
| 24   | Dorados Los Mochis                | 15   | 10 | 3 | 3 | 4 | 15 | 15 | 0    |                     |
| 25   | Atlético Tapatío                  | 15   | 12 | 4 | 3 | 5 | 21 | 22 | −1   |                     |
| 26   | Pumas Naucalpan                   | 15   | 12 | 4 | 2 | 6 | 13 | 15 | −2   |                     |
| 27   | Titanes de Tulancingo             | 14   | 12 | 3 | 4 | 5 | 13 | 16 | −3   |                     |
| 28   | Albinegros de Orizaba             | 13   | 12 | 3 | 2 | 7 | 7  | 17 | −10  |                     |
| 29   | Real Saltillo Soccer              | 11   | 12 | 1 | 5 | 6 | 11 | 20 | −9   |                     |
| 30   | Obregón F.C.                      | 10   | 10 | 3 | 1 | 6 | 11 | 14 | −3   |                     |
| 31   | Delfines de Los Cabos             | 10   | 10 | 2 | 2 | 6 | 11 | 19 | −8   |                     |
| 32   | C.D. Irapuato "B"                 | 10   | 12 | 3 | 1 | 8 | 16 | 24 | −8   |                     |
| 33   | C.D. Lozaro                       | 10   | 12 | 3 | 1 | 8 | 5  | 18 | −13  |                     |
| 34   | Ébano F.C.                        | 10   | 12 | 2 | 3 | 7 | 11 | 25 | −14  |                     |
| 35   | C.F. La Piedad                    | 10   | 12 | 3 | 1 | 8 | 13 | 31 | −18  |                     |
| 36   | F.C. Excélsior                    | 8    | 12 | 2 | 2 | 8 | 10 | 20 | −10  |                     |
| 37   | Águilas Reales de Zacatecas       | 1    | 10 | 0 | 1 | 9 | 3  | 22 | −19  |                     |

 Fuente: RSSSF

## Torneo Regular
| Jornada 1            | Jornada 1 | Jornada 1            | Jornada 1                        | Jornada 1               | Jornada 1               | Jornada 1 | Jornada 1 | Jornada 1 | Jornada 1 | Jornada 1 |
| Grupo A              | Grupo A   | Grupo A              | Grupo A                          | Grupo A                 | Grupo A                 | Grupo A   | Grupo A   | Grupo A   | Grupo A   | Grupo A   |
| Local                | Resultado | Visitante            | Estadio                          | Fecha                   | Hora                    |           |           |           |           |           |
| -------------------- | --------- | -------------------- | -------------------------------- | ----------------------- | ----------------------- | --------- | --------- | --------- | --------- | --------- |
| Tecamachalco         | 1 - 0     | Potros UAEM          | Neza 86                          | 27 de agosto            | 14:00                   |           |           |           |           |           |
| Ocelotes UNACH       | 4 - 0     | Tiburones Rojos      | Olímpico de Tapachula            | 28 de agosto            | 15:00                   |           |           |           |           |           |
| Atlético Tapatío     | 4 - 0     | CD Lozaro            | Arreola                          | 28 de agosto            | 16:00                   |           |           |           |           |           |
| Pumas Naucalpan      | 0 - 0     | Inter Playa          | Centenario                       | 28 de agosto            | 16:00                   |           |           |           |           |           |
| Titanes              | 4 - 1     | Patriotas            | Primero de Mayo                  | 29 de agosto            | 12:00                   |           |           |           |           |           |
| Cuautitlán           | 0 - 0     | Orizaba              | Los Pinos                        | 29 de agosto            | 15:00                   |           |           |           |           |           |
| DESCANSO             | DESCANSO  | DESCANSO             | Guerreros Acapulco               | Guerreros Acapulco      | Guerreros Acapulco      |           |           |           |           |           |
| Grupo B              |           |                      |                                  |                         |                         |           |           |           |           |           |
| Local                | Resultado | Visitante            | Estadio                          | Fecha                   | Hora                    |           |           |           |           |           |
| Correcaminos UAT "B" | 3 - 1     | Cruz Azul Jasso      | Eugenio Alvizo Porras            | 27 de agosto            | 16:00                   |           |           |           |           |           |
| Querétaro "B"        | 2 - 0     | Irapuato             | U.D. La Cañada                   | 27 de agosto            | 16:00                   |           |           |           |           |           |
| Bravos               | 3 - 2     | Real Saltillo Soccer | U.D. Benito Juárez               | 27 de agosto            | 19:30                   |           |           |           |           |           |
| Ébano FC             | 1 - 1     | Unión de Curtidores  | Municipal de Ébano               | 28 de agosto            | 15:30                   |           |           |           |           |           |
| \| Celaya FC         | 2 - 1     | Tampico Madero       | Miguel Alemán Valdés             | 28 de agosto            | 17:00                   |           |           |           |           |           |
| FC Excélsior         | 3 - 0     | La Piedad            | No disponible                    | No jugado               | -                       |           |           |           |           |           |
| DESCANSO             | DESCANSO  | DESCANSO             | San Miguel FC Caudillos          | San Miguel FC Caudillos | San Miguel FC Caudillos |           |           |           |           |           |
| Grupo C              |           |                      |                                  |                         |                         |           |           |           |           |           |
| Local                | Resultado | Visitante            | Estadio                          | Fecha                   | Hora                    |           |           |           |           |           |
| Deportivo Guamúchil  | 3 - 0     | Águilas Reales       | Coloso del Dique                 | 3 de septiembre         | 21:00                   |           |           |           |           |           |
| Chivas Rayadas       | 5 - 0     | Obregón FC           | La Preciosa                      | 4 de septiembre         | 16:00                   |           |           |           |           |           |
| Delfines Los Cabos   | 1 - 2     | Vaqueros de Ixtlán   | C. Deportivo Don Koll            | 4 de septiembre         | 16:00                   |           |           |           |           |           |
| Dorados Los Mochis   | 2 - 0     | Dorados UACH         | Centenario LM                    | 4 de septiembre         | 17:00                   |           |           |           |           |           |
| Loros de Colima      | 4 - 3     | Cachorros U. de G.   | Olímpico Universitario de Colima | 4 de septiembre         | 20:00                   |           |           |           |           |           |
| DESCANSO             | DESCANSO  | DESCANSO             | Búhos de Hermosillo              | Búhos de Hermosillo     | Búhos de Hermosillo     |           |           |           |           |           |

| Jornada 2            | Jornada 2 | Jornada 2            | Jornada 2                        | Jornada 2        | Jornada 2      | Jornada 2 | Jornada 2 | Jornada 2 | Jornada 2 | Jornada 2 |
| Grupo A              | Grupo A   | Grupo A              | Grupo A                          | Grupo A          | Grupo A        | Grupo A   | Grupo A   | Grupo A   | Grupo A   | Grupo A   |
| Local                | Resultado | Visitante            | Estadio                          | Fecha            | Hora           |           |           |           |           |           |
| -------------------- | --------- | -------------------- | -------------------------------- | ---------------- | -------------- | --------- | --------- | --------- | --------- | --------- |
| Tiburones Rojos      | 2 - 0     | Pumas Naucalpan      | Luis "Pirata" Fuente             | 3 de septiembre  | 16:00          |           |           |           |           |           |
| Potros UAEM          | 1 - 2     | Titanes              | Alberto "Chivo" Córdoba          | 4 de septiembre  | 11:00          |           |           |           |           |           |
| Patriotas            | 2 - 0     | Atlético Tapatío     | Rafael Murillo Vidal             | 4 de septiembre  | 15:00          |           |           |           |           |           |
| CD Lozaro            | 0 - 1     | Ocelotes UNACH       | Centro Vacacional IMSS           | 4 de septiembre  | 15:00          |           |           |           |           |           |
| Inter Playa          | 3 - 2     | Cuautitlán           | Mario Villanueva Madrid          | 4 de septiembre  | 18:00          |           |           |           |           |           |
| Guerreros Acapulco   | 1 - 2     | Tecamachalco         | Unidad Deportiva Acapulco        | 4 de septiembre  | 20:00          |           |           |           |           |           |
| DESCANSO             | DESCANSO  | DESCANSO             | Orizaba                          | Orizaba          | Orizaba        |           |           |           |           |           |
| Grupo B              |           |                      |                                  |                  |                |           |           |           |           |           |
| Local                | Resultado | Visitante            | Estadio                          | Fecha            | Hora           |           |           |           |           |           |
| Cruz Azul Jasso      | 1 - 2     | Bravos               | 10 de diciembre                  | 4 de septiembre  | 11:00          |           |           |           |           |           |
| San Miguel Caudillos | 1 - 0     | Querétaro "B"        | José María "Capi" Correa         | 4 de septiembre  | 15:00          |           |           |           |           |           |
| Real Saltillo Soccer | 0 - 0     | FC Excélsior         | Olímpico Francisco I. Madero     | 4 de septiembre  | 15:30          |           |           |           |           |           |
| Unión de Curtidores  | 1 - 0     | Correcaminos UAT "B" | San Francisco                    | 4 de septiembre  | 16:00          |           |           |           |           |           |
| Irapuato             | 3 - 0     | Ébano FC             | Sergio León Chávez               | 6 de septiembre  | 11:00          |           |           |           |           |           |
| La Piedad            | 0 - 3     | Celaya FC            | No disponible                    | No jugado        | -              |           |           |           |           |           |
| DESCANSO             | DESCANSO  | DESCANSO             | Tampico Madero                   | Tampico Madero   | Tampico Madero |           |           |           |           |           |
| Grupo C              |           |                      |                                  |                  |                |           |           |           |           |           |
| Local                | Resultado | Visitante            | Estadio                          | Fecha            | Hora           |           |           |           |           |           |
| Dorados UACH         | 0 - 1     | Cachorros U. de G.   | Olímpico UACH                    | 10 de septiembre | 19:00          |           |           |           |           |           |
| Deportivo Guamúchil  | 3 - 2     | Búhos de Hermosillo  | Coloso del Dique                 | 10 de septiembre | 21:00          |           |           |           |           |           |
| Águilas Reales       | 2 - 2     | Delfines Los Cabos   | Francisco Villa                  | 11 de septiembre | 16:00          |           |           |           |           |           |
| Loros de Colima      | 1 - 1     | Chivas Rayadas       | Olímpico Universitario de Colima | 11 de septiembre | 20:00          |           |           |           |           |           |
| Vaqueros de Ixtlán   | 0 - 0     | Dorados Los Mochis   | U.D. Revolución Mexicana         | 12 de septiembre | 16:00          |           |           |           |           |           |
| DESCANSO             | DESCANSO  | DESCANSO             | Obregón FC                       | Obregón FC       | Obregón FC     |           |           |           |           |           |

| Jornada 3           | Jornada 3 | Jornada 3            | Jornada 3                        | Jornada 3        | Jornada 3      | Jornada 3 | Jornada 3 | Jornada 3 | Jornada 3 | Jornada 3 |
| Grupo A             | Grupo A   | Grupo A              | Grupo A                          | Grupo A          | Grupo A        | Grupo A   | Grupo A   | Grupo A   | Grupo A   | Grupo A   |
| Local               | Resultado | Visitante            | Estadio                          | Fecha            | Hora           |           |           |           |           |           |
| ------------------- | --------- | -------------------- | -------------------------------- | ---------------- | -------------- | --------- | --------- | --------- | --------- | --------- |
| Pumas Naucalpan     | 0 - 1     | CD Lozaro            | La Cantera                       | 10 de septiembre | 11:00          |           |           |           |           |           |
| Tecamachalco        | 3 - 0     | Orizaba              | Neza 86                          | 10 de septiembre | 14:00          |           |           |           |           |           |
| Patriotas           | 2 - 2     | Potros UAEM          | Rafael Murillo Vidal             | 11 de septiembre | 15:00          |           |           |           |           |           |
| Atlético Tapatío    | 6 - 1     | Ocelotes UNACH       | Arreola                          | 11 de septiembre | 16:00          |           |           |           |           |           |
| Titanes             | 2 - 2     | Guerreros Acapulco   | Primero de Mayo                  | 12 de septiembre | 12:00          |           |           |           |           |           |
| Cuautitlán          | 1 - 1     | Tiburones Rojos      | Los Pinos                        | 12 de septiembre | 15:00          |           |           |           |           |           |
| DESCANSO            | DESCANSO  | DESCANSO             | Inter Playa                      | Inter Playa      | Inter Playa    |           |           |           |           |           |
| Grupo B             |           |                      |                                  |                  |                |           |           |           |           |           |
| Local               | Resultado | Visitante            | Estadio                          | Fecha            | Hora           |           |           |           |           |           |
| Querétaro "B"       | 1 - 2     | Tampico Madero       | U.D. La Cañada                   | 10 de septiembre | 16:00          |           |           |           |           |           |
| Bravos              | 1 - 2     | Unión de Curtidores  | U.D. Benito Juárez               | 10 de septiembre | 19:30          |           |           |           |           |           |
| FC Excélsior        | 0 - 3     | Cruz Azul Jasso      | Centro Deportivo Soriana         | 11 de septiembre | 11:00          |           |           |           |           |           |
| Ébano FC            | 0 - 2     | Correcaminos UAT "B" | Municipal de Ébano               | 11 de septiembre | 15:30          |           |           |           |           |           |
| Celaya FC           | 4 - 0     | Real Saltillo Soccer | Miguel Alemán Valdés             | 11 de septiembre | 17:00          |           |           |           |           |           |
| Irapuato            | 1 - 2     | San Miguel Caudillos | Sergio León Chávez               | 13 de septiembre | 11:00          |           |           |           |           |           |
| DESCANSO            | DESCANSO  | DESCANSO             | La Piedad                        | La Piedad        | La Piedad      |           |           |           |           |           |
| Grupo C             |           |                      |                                  |                  |                |           |           |           |           |           |
| Local               | Resultado | Visitante            | Estadio                          | Fecha            | Hora           |           |           |           |           |           |
| Cachorros U. de G.  | 1 - 1     | Vaqueros de Ixtlán   | Jalisco                          | 17 de septiembre | 18:00          |           |           |           |           |           |
| Deportivo Guamúchil | 1 - 0     | Obregón FC           | Coloso del Dique                 | 17 de septiembre | 21:00          |           |           |           |           |           |
| Delfines Los Cabos  | 1 - 1     | Búhos de Hermosillo  | C. Deportivo Don Koll            | 18 de septiembre | 16:00          |           |           |           |           |           |
| Dorados Los Mochis  | 3 - 0     | Águilas Reales       | Centenario LM                    | 18 de septiembre | 17:00          |           |           |           |           |           |
| Loros de Colima     | 3 - 0     | Dorados UACH         | Olímpico Universitario de Colima | 18 de septiembre | 20:00          |           |           |           |           |           |
| DESCANSO            | DESCANSO  | DESCANSO             | Chivas Rayadas                   | Chivas Rayadas   | Chivas Rayadas |           |           |           |           |           |

| Jornada 4            | Jornada 4 | Jornada 4          | Jornada 4                 | Jornada 4            | Jornada 4            | Jornada 4 | Jornada 4 | Jornada 4 | Jornada 4 | Jornada 4 |
| Grupo A              | Grupo A   | Grupo A            | Grupo A                   | Grupo A              | Grupo A              | Grupo A   | Grupo A   | Grupo A   | Grupo A   | Grupo A   |
| Local                | Resultado | Visitante          | Estadio                   | Fecha                | Hora                 |           |           |           |           |           |
| -------------------- | --------- | ------------------ | ------------------------- | -------------------- | -------------------- | --------- | --------- | --------- | --------- | --------- |
| Potros UAEM          | 1 - 1     | Atlético Tapatío   | Alberto "Chivo" Córdoba   | 18 de septiembre     | 11:00                |           |           |           |           |           |
| CD Lozaro            | 1 - 2     | Cuautitlán         | Centro Vacacional IMSS    | 18 de septiembre     | 15:00                |           |           |           |           |           |
| Ocelotes UNACH       | 4 - 0     | Pumas Naucalpan    | Olímpico de Tapachula     | 18 de septiembre     | 15:00                |           |           |           |           |           |
| Guerreros Acapulco   | 2 - 1     | Patriotas          | Unidad Deportiva Acapulco | 18 de septiembre     | 17:00                |           |           |           |           |           |
| Inter Playa          | 1 - 1     | Tecamachalco       | Mario Villanueva Madrid   | 18 de septiembre     | 18:00                |           |           |           |           |           |
| Orizaba              | 1 - 0     | Titanes            | EMSA                      | 20 de octubre        | 12:00                |           |           |           |           |           |
| DESCANSO             | DESCANSO  | DESCANSO           | Tiburones Rojos           | Tiburones Rojos      | Tiburones Rojos      |           |           |           |           |           |
| Grupo B              |           |                    |                           |                      |                      |           |           |           |           |           |
| Local                | Resultado | Visitante          | Estadio                   | Fecha                | Hora                 |           |           |           |           |           |
| Correcaminos UAT "B" | 1 - 3     | Bravos             | Eugenio Alvizo Porras     | 17 de septiembre     | 16:00                |           |           |           |           |           |
| Cruz Azul Jasso      | 1 - 1     | Celaya FC          | 10 de diciembre           | 18 de septiembre     | 11:00                |           |           |           |           |           |
| San Miguel Caudillos | 1 - 1     | Ébano FC           | José María "Capi" Correa  | 18 de septiembre     | 15:00                |           |           |           |           |           |
| Unión de Curtidores  | 0 - 2     | FC Excélsior       | San Francisco             | 18 de septiembre     | 16:00                |           |           |           |           |           |
| Tampico Madero       | 2 - 1     | Irapuato           | Tamaulipas                | 18 de septiembre     | 19:00                |           |           |           |           |           |
| La Piedad            | 2 - 3     | Querétaro "B"      | Municipal de Silao        | 19 de septiembre     | 16:00                |           |           |           |           |           |
| DESCANSO             | DESCANSO  | DESCANSO           | Real Saltillo Soccer      | Real Saltillo Soccer | Real Saltillo Soccer |           |           |           |           |           |
| Grupo C              |           |                    |                           |                      |                      |           |           |           |           |           |
| Local                | Resultado | Visitante          | Estadio                   | Fecha                | Hora                 |           |           |           |           |           |
| Búhos de Hermosillo  | 3 - 2     | Dorados Los Mochis | Hundido ITSON             | 24 de septiembre     | 19:00                |           |           |           |           |           |
| Dorados UACH         | 1 - 0     | Chivas Rayadas     | Olímpico UACH             | 24 de septiembre     | 19:00                |           |           |           |           |           |
| Águilas Reales       | 0 - 1     | Cachorros U. de G. | Francisco Villa           | 25 de septiembre     | 16:00                |           |           |           |           |           |
| Obregón FC           | 0 - 2     | Delfines Los Cabos | Manuel Piri Sagasta       | 25 de septiembre     | 17:00                |           |           |           |           |           |
| Vaqueros de Ixtlán   | 2 - 0     | Loros de Colima    | U.D. Revolución Mexicana  | 26 de septiembre     | 16:00                |           |           |           |           |           |
| DESCANSO             | DESCANSO  | DESCANSO           | Deportivo Guamúchil       | Deportivo Guamúchil  | Deportivo Guamúchil  |           |           |           |           |           |

| Jornada 5            | Jornada 5 | Jornada 5            | Jornada 5                        | Jornada 5          | Jornada 5          | Jornada 5 | Jornada 5 | Jornada 5 | Jornada 5 | Jornada 5 |
| Grupo A              | Grupo A   | Grupo A              | Grupo A                          | Grupo A            | Grupo A            | Grupo A   | Grupo A   | Grupo A   | Grupo A   | Grupo A   |
| Local                | Resultado | Visitante            | Estadio                          | Fecha              | Hora               |           |           |           |           |           |
| -------------------- | --------- | -------------------- | -------------------------------- | ------------------ | ------------------ | --------- | --------- | --------- | --------- | --------- |
| Tecamachalco         | 0 - 0     | Tiburones Rojos      | Neza 86                          | 24 de septiembre   | 14:00              |           |           |           |           |           |
| Potros UAEM          | 3 - 0     | Guerreros Acapulco   | Alberto "Chivo" Córdoba          | 25 de septiembre   | 11:00              |           |           |           |           |           |
| Patriotas            | 2 - 0     | Orizaba              | Rafael Murillo Vidal             | 25 de septiembre   | 15:00              |           |           |           |           |           |
| Atlético Tapatío     | 2 - 1     | Pumas Naucalpan      | Arreola                          | 25 de septiembre   | 16:00              |           |           |           |           |           |
| Titanes              | 1 - 1     | Inter Playa          | Primero de Mayo                  | 26 de septiembre   | 12:00              |           |           |           |           |           |
| Cuautitlán           | 2 - 2     | Ocelotes UNACH       | Los Pinos                        | 26 de septiembre   | 15:00              |           |           |           |           |           |
| DESCANSO             | DESCANSO  | DESCANSO             | CD Lozaro                        | CD Lozaro          | CD Lozaro          |           |           |           |           |           |
| Grupo B              |           |                      |                                  |                    |                    |           |           |           |           |           |
| Local                | Resultado | Visitante            | Estadio                          | Fecha              | Hora               |           |           |           |           |           |
| Querétaro "B"        | 1 - 0     | Real Saltillo Soccer | U.D. La Cañada                   | 24 de septiembre   | 16:00              |           |           |           |           |           |
| FC Excélsior         | 1 - 1     | Correcaminos UAT "B" | Centro Deportivo Soriana         | 25 de septiembre   | 11:00              |           |           |           |           |           |
| San Miguel Caudillos | 1 - 2     | Tampico Madero       | José María "Capi" Correa         | 25 de septiembre   | 15:00              |           |           |           |           |           |
| Ébano FC             | 2 - 2     | Bravos               | Municipal de Ébano               | 25 de septiembre   | 15:30              |           |           |           |           |           |
| Celaya FC            | 0 - 0     | Unión de Curtidores  | Miguel Alemán Valdés             | 25 de septiembre   | 17:00              |           |           |           |           |           |
| Irapuato             | 1 - 3     | La Piedad            | Sergio León Chávez               | 27 de septiembre   | 11:00              |           |           |           |           |           |
| DESCANSO             | DESCANSO  | DESCANSO             | Cruz Azul Jasso                  | Cruz Azul Jasso    | Cruz Azul Jasso    |           |           |           |           |           |
| Grupo C              |           |                      |                                  |                    |                    |           |           |           |           |           |
| Local                | Resultado | Visitante            | Estadio                          | Fecha              | Hora               |           |           |           |           |           |
| Cachorros U. de G.   | 1 - 0     | Búhos de Hermosillo  | Jalisco                          | 1 de octubre       | 18:00              |           |           |           |           |           |
| Dorados UACH         | 1 - 0     | Vaqueros de Ixtlán   | Olímpico UACH                    | 1 de octubre       | 19:00              |           |           |           |           |           |
| Chivas Rayadas       | 1 - 0     | Deportivo Guamúchil  | La Preciosa                      | 2 de octubre       | 16:00              |           |           |           |           |           |
| Dorados Los Mochis   | 1 - 2     | Obregón FC           | Centenario LM                    | 2 de octubre       | 17:00              |           |           |           |           |           |
| Loros de Colima      | 4 - 0     | Águilas Reales       | Olímpico Universitario de Colima | 2 de octubre       | 20:00              |           |           |           |           |           |
| DESCANSO             | DESCANSO  | DESCANSO             | Delfines Los Cabos               | Delfines Los Cabos | Delfines Los Cabos |           |           |           |           |           |

| Jornada 6            | Jornada 6 | Jornada 6            | Jornada 6                    | Jornada 6           | Jornada 6           | Jornada 6 | Jornada 6 | Jornada 6 | Jornada 6 | Jornada 6 |
| Grupo A              | Grupo A   | Grupo A              | Grupo A                      | Grupo A             | Grupo A             | Grupo A   | Grupo A   | Grupo A   | Grupo A   | Grupo A   |
| Local                | Resultado | Visitante            | Estadio                      | Fecha               | Hora                |           |           |           |           |           |
| -------------------- | --------- | -------------------- | ---------------------------- | ------------------- | ------------------- | --------- | --------- | --------- | --------- | --------- |
| Pumas Naucalpan      | 6 - 2     | Cuautitlán           | La Cantera                   | 1 de octubre        | 11:00               |           |           |           |           |           |
| CD Lozaro            | 0 - 3     | Tecamachalco         | Centro Vacacional IMSS       | 2 de octubre        | 15:00               |           |           |           |           |           |
| Guerreros Acapulco   | 3 - 1     | Atlético Tapatío     | Unidad Deportiva Acapulco    | 2 de octubre        | 20:00               |           |           |           |           |           |
| Orizaba              | 0 - 1     | Potros UAEM          | EMSA                         | 3 de octubre        | 12:00               |           |           |           |           |           |
| Tiburones Rojos      | 2 - 0     | Titanes              | Luis "Pirata" Fuente         | 3 de octubre        | 15:00               |           |           |           |           |           |
| Inter Playa          | 3 - 2     | Patriotas            | Mario Villanueva Madrid      | 3 de noviembre      | 15:00               |           |           |           |           |           |
| DESCANSO             | DESCANSO  | DESCANSO             | Ocelotes UNACH               | Ocelotes UNACH      | Ocelotes UNACH      |           |           |           |           |           |
| Grupo B              |           |                      |                              |                     |                     |           |           |           |           |           |
| Local                | Resultado | Visitante            | Estadio                      | Fecha               | Hora                |           |           |           |           |           |
| La Piedad            | 2 - 0     | San Miguel Caudillos | Municipal de Silao           | 30 de septiembre    | 16:00               |           |           |           |           |           |
| Correcaminos UAT "B" | 0 - 3     | Celaya FC            | Eugenio Alvizo Porras        | 1 de octubre        | 16:00               |           |           |           |           |           |
| Bravos               | 5 - 3     | FC Excélsior         | U.D. Benito Juárez           | 1 de octubre        | 19:30               |           |           |           |           |           |
| Real Saltillo Soccer | 3 - 1     | Irapuato             | Olímpico Francisco I. Madero | 1 de octubre        | 19:30               |           |           |           |           |           |
| Cruz Azul Jasso      | 0 - 2     | Querétaro "B"        | 10 de diciembre              | 2 de octubre        | 11:00               |           |           |           |           |           |
| Tampico Madero       | 3 - 0     | Ébano FC             | Tamaulipas                   | 2 de octubre        | 19:00               |           |           |           |           |           |
| DESCANSO             | DESCANSO  | DESCANSO             | Unión de Curtidores          | Unión de Curtidores | Unión de Curtidores |           |           |           |           |           |
| Grupo C              |           |                      |                              |                     |                     |           |           |           |           |           |
| Local                | Resultado | Visitante            | Estadio                      | Fecha               | Hora                |           |           |           |           |           |
| Búhos de Hermosillo  | 2 - 1     | Loros de Colima      | Hundido ITSON                | 8 de octubre        | 19:00               |           |           |           |           |           |
| Deportivo Guamúchil  | 3 - 0     | Delfines Los Cabos   | Coloso del Dique             | 8 de octubre        | 20:00               |           |           |           |           |           |
| Águilas Reales       | 0 - 1     | Dorados UACH         | Francisco Villa              | 9 de octubre        | 16:00               |           |           |           |           |           |
| Obregón FC           | 0 - 1     | Cachorros U. de G.   | Manuel Piri Sagasta          | 9 de octubre        | 18:00               |           |           |           |           |           |
| Vaqueros de Ixtlán   | 1 - 0     | Chivas Rayadas       | U.D. Revolución Mexicana     | 10 de octubre       | 16:00               |           |           |           |           |           |
| DESCANSO             | DESCANSO  | DESCANSO             | Dorados Los Mochis           | Dorados Los Mochis  | Dorados Los Mochis  |           |           |           |           |           |

| Jornada 7            | Jornada 7 | Jornada 7            | Jornada 7                        | Jornada 7            | Jornada 7            | Jornada 7 | Jornada 7 | Jornada 7 | Jornada 7 | Jornada 7 |
| Grupo A              | Grupo A   | Grupo A              | Grupo A                          | Grupo A              | Grupo A              | Grupo A   | Grupo A   | Grupo A   | Grupo A   | Grupo A   |
| Local                | Resultado | Visitante            | Estadio                          | Fecha                | Hora                 |           |           |           |           |           |
| -------------------- | --------- | -------------------- | -------------------------------- | -------------------- | -------------------- | --------- | --------- | --------- | --------- | --------- |
| Tecamachalco         | 7 - 0     | Ocelotes UNACH       | Neza 86                          | 8 de octubre         | 14:00                |           |           |           |           |           |
| Atlético Tapatío     | 0 - 1     | Cuautitlán           | Arreola                          | 8 de octubre         | 15:00                |           |           |           |           |           |
| Patriotas            | 0 - 3     | Tiburones Rojos      | Rafael Murillo Vidal             | 9 de octubre         | 15:00                |           |           |           |           |           |
| Guerreros Acapulco   | 2 - 2     | Orizaba              | Unidad Deportiva Acapulco        | 9 de octubre         | 20:00                |           |           |           |           |           |
| Titanes              | 1 - 0     | CD Lozaro            | Primero de Mayo                  | 10 de octubre        | 12:00                |           |           |           |           |           |
| Potros UAEM          | 3 - 1     | Inter Playa          | Alberto "Chivo" Córdoba          | 17 de noviembre      | 15:00                |           |           |           |           |           |
| DESCANSO             | DESCANSO  | DESCANSO             | Pumas Naucalpan                  | Pumas Naucalpan      | Pumas Naucalpan      |           |           |           |           |           |
| Grupo B              |           |                      |                                  |                      |                      |           |           |           |           |           |
| Local                | Resultado | Visitante            | Estadio                          | Fecha                | Hora                 |           |           |           |           |           |
| Querétaro "B"        | 1 - 1     | Unión de Curtidores  | U.D. La Cañada                   | 8 de octubre         | 16:00                |           |           |           |           |           |
| San Miguel Caudillos | 2 - 1     | Real Saltillo Soccer | José María "Capi" Correa         | 9 de octubre         | 15:00                |           |           |           |           |           |
| Ébano FC             | 3 - 0     | FC Excélsior         | Municipal de Ébano               | 9 de octubre         | 15:30                |           |           |           |           |           |
| Celaya FC            | 2 - 2     | Bravos               | Miguel Alemán Valdés             | 9 de octubre         | 17:00                |           |           |           |           |           |
| Tampico Madero       | 9 - 0     | La Piedad            | Tamaulipas                       | 9 de octubre         | 19:00                |           |           |           |           |           |
| Irapuato             | 1 - 2     | Cruz Azul Jasso      | Sergio León Chávez               | 11 de octubre        | 11:00                |           |           |           |           |           |
| DESCANSO             | DESCANSO  | DESCANSO             | Correcaminos UAT "B"             | Correcaminos UAT "B" | Correcaminos UAT "B" |           |           |           |           |           |
| Grupo C              |           |                      |                                  |                      |                      |           |           |           |           |           |
| Local                | Resultado | Visitante            | Estadio                          | Fecha                | Hora                 |           |           |           |           |           |
| Dorados UACH         | 2 - 1     | Búhos de Hermosillo  | Olímpico UACH                    | 15 de octubre        | 19:00                |           |           |           |           |           |
| Chivas Rayadas       | 2 - 1     | Delfines Los Cabos   | La Preciosa                      | 16 de octubre        | 16:00                |           |           |           |           |           |
| Dorados Los Mochis   | 2 - 1     | Deportivo Guamúchil  | Centenario LM                    | 16 de octubre        | 17:00                |           |           |           |           |           |
| Loros de Colima      | 4 - 2     | Obregón FC           | Olímpico Universitario de Colima | 16 de octubre        | 20:00                |           |           |           |           |           |
| Vaqueros de Ixtlán   | 2 - 1     | Águilas Reales       | U.D. Revolución Mexicana         | 17 de octubre        | 16:00                |           |           |           |           |           |
| DESCANSO             | DESCANSO  | DESCANSO             | Cachorros U. de G.               | Cachorros U. de G.   | Cachorros U. de G.   |           |           |           |           |           |

| Jornada 8            | Jornada 8 | Jornada 8            | Jornada 8                    | Jornada 8       | Jornada 8       | Jornada 8 | Jornada 8 | Jornada 8 | Jornada 8 | Jornada 8 |
| Grupo A              | Grupo A   | Grupo A              | Grupo A                      | Grupo A         | Grupo A         | Grupo A   | Grupo A   | Grupo A   | Grupo A   | Grupo A   |
| Local                | Resultado | Visitante            | Estadio                      | Fecha           | Hora            |           |           |           |           |           |
| -------------------- | --------- | -------------------- | ---------------------------- | --------------- | --------------- | --------- | --------- | --------- | --------- | --------- |
| CD Lozaro            | 0 - 1     | Patriotas            | Centro Vacacional IMSS       | 16 de octubre   | 15:00           |           |           |           |           |           |
| Ocelotes UNACH       | 2 - 1     | Titanes              | Olímpico de Tapachula        | 16 de octubre   | 15:00           |           |           |           |           |           |
| Pumas Naucalpan      | 2 - 0     | Tecamachalco         | Centenario                   | 16 de octubre   | 16:00           |           |           |           |           |           |
| Inter Playa          | 0 - 1     | Guerreros Acapulco   | Mario Villanueva Madrid      | 16 de octubre   | 18:00           |           |           |           |           |           |
| Tiburones Rojos      | 2 - 3     | Potros UAEM          | Luis "Pirata" Fuente         | 17 de octubre   | 11:00           |           |           |           |           |           |
| Orizaba              | 0 - 0     | Atlético Tapatío     | EMSA                         | 17 de octubre   | 13:00           |           |           |           |           |           |
| DESCANSO             | DESCANSO  | DESCANSO             | Cuautitlán                   | Cuautitlán      | Cuautitlán      |           |           |           |           |           |
| Grupo B              |           |                      |                              |                 |                 |           |           |           |           |           |
| Local                | Resultado | Visitante            | Estadio                      | Fecha           | Hora            |           |           |           |           |           |
| La Piedad            | 2 - 0     | Ébano FC             | Municipal de Silao           | 14 de octubre   | 17:00           |           |           |           |           |           |
| Real Saltillo Soccer | 1 - 2     | Tampico Madero       | Olímpico Francisco I. Madero | 15 de octubre   | 19:30           |           |           |           |           |           |
| FC Excélsior         | 0 - 1     | Celaya FC            | Centro Deportivo Soriana     | 16 de octubre   | 11:00           |           |           |           |           |           |
| Cruz Azul Jasso      | 1 - 0     | San Miguel Caudillos | 10 de diciembre              | 16 de octubre   | 11:00           |           |           |           |           |           |
| Unión de Curtidores  | 1 - 1     | Irapuato             | La Martinica                 | 17 de octubre   | 12:00           |           |           |           |           |           |
| Correcaminos UAT "B" | 1 - 1     | Querétaro "B"        | Eugenio Alvizo Porras        | 17 de octubre   | 16:00           |           |           |           |           |           |
| DESCANSO             | DESCANSO  | DESCANSO             | Bravos                       | Bravos          | Bravos          |           |           |           |           |           |
| Grupo C              |           |                      |                              |                 |                 |           |           |           |           |           |
| Local                | Resultado | Visitante            | Estadio                      | Fecha           | Hora            |           |           |           |           |           |
| Búhos de Hermosillo  | 1 - 1     | Vaqueros de Ixtlán   | Hundido ITSON                | 22 de octubre   | 19:00           |           |           |           |           |           |
| Deportivo Guamúchil  | 2 - 4     | Cachorros U. de G.   | Coloso del Dique             | 22 de octubre   | 20:00           |           |           |           |           |           |
| Águilas Reales       | 0 - 3     | Chivas Rayadas       | Francisco Villa              | 23 de octubre   | 16:00           |           |           |           |           |           |
| Delfines Los Cabos   | 1 - 0     | Dorados Los Mochis   | C. Deportivo Don Koll        | 23 de octubre   | 16:00           |           |           |           |           |           |
| Obregón FC           | 1 - 1     | Dorados UACH         | Manuel Piri Sagasta          | 23 de octubre   | 18:00           |           |           |           |           |           |
| DESCANSO             | DESCANSO  | DESCANSO             | Loros de Colima              | Loros de Colima | Loros de Colima |           |           |           |           |           |

| Jornada 9            | Jornada 9 | Jornada 9            | Jornada 9                        | Jornada 9        | Jornada 9        | Jornada 9 | Jornada 9 | Jornada 9 | Jornada 9 | Jornada 9 |
| Grupo A              | Grupo A   | Grupo A              | Grupo A                          | Grupo A          | Grupo A          | Grupo A   | Grupo A   | Grupo A   | Grupo A   | Grupo A   |
| Local                | Resultado | Visitante            | Estadio                          | Fecha            | Hora             |           |           |           |           |           |
| -------------------- | --------- | -------------------- | -------------------------------- | ---------------- | ---------------- | --------- | --------- | --------- | --------- | --------- |
| Tecamachalco         | 2 - 4     | Cuautitlán           | Neza 86                          | 22 de octubre    | 14:00            |           |           |           |           |           |
| Potros UAEM          | 4 - 0     | CD Lozaro            | Alberto "Chivo" Córdoba          | 23 de octubre    | 11:00            |           |           |           |           |           |
| Orizaba              | 0 - 3     | Inter Playa          | Socum                            | 23 de octubre    | 15:00            |           |           |           |           |           |
| Patriotas            | 0 - 1     | Ocelotes UNACH       | Rafael Murillo Vidal             | 23 de octubre    | 15:00            |           |           |           |           |           |
| Guerreros Acapulco   | 2 - 1     | Tiburones Rojos      | Unidad Deportiva Acapulco        | 23 de octubre    | 20:00            |           |           |           |           |           |
| Titanes              | 0 - 1     | Pumas Naucalpan      | Primero de Mayo                  | 24 de octubre    | 12:00            |           |           |           |           |           |
| DESCANSO             | DESCANSO  | DESCANSO             | Atlético Tapatío                 | Atlético Tapatío | Atlético Tapatío |           |           |           |           |           |
| Grupo B              |           |                      |                                  |                  |                  |           |           |           |           |           |
| Local                | Resultado | Visitante            | Estadio                          | Fecha            | Hora             |           |           |           |           |           |
| La Piedad            | 1 - 1     | Real Saltillo Soccer | Municipal de Silao               | 21 de octubre    | 17:00            |           |           |           |           |           |
| Querétaro "B"        | 4 - 1     | Bravos               | U.D. La Cañada                   | 22 de octubre    | 16:00            |           |           |           |           |           |
| San Miguel Caudillos | 0 - 0     | Unión de Curtidores  | José María "Capi" Correa         | 23 de octubre    | 15:00            |           |           |           |           |           |
| Ébano FC             | 1 - 5     | Celaya FC            | Municipal de Ébano               | 23 de octubre    | 15:30            |           |           |           |           |           |
| Tampico Madero       | 0 - 2     | Cruz Azul Jasso      | Tamaulipas                       | 23 de octubre    | 19:00            |           |           |           |           |           |
| Irapuato             | 4 - 2     | Correcaminos UAT "B" | Sergio León Chávez               | 25 de octubre    | 11:00            |           |           |           |           |           |
| DESCANSO             | DESCANSO  | DESCANSO             | FC Excélsior                     | FC Excélsior     | FC Excélsior     |           |           |           |           |           |
| Grupo C              |           |                      |                                  |                  |                  |           |           |           |           |           |
| Local                | Resultado | Visitante            | Estadio                          | Fecha            | Hora             |           |           |           |           |           |
| Cachorros U. de G.   | 4 - 1     | Delfines Los Cabos   | Jalisco                          | 29 de octubre    | 18:00            |           |           |           |           |           |
| Águilas Reales       | 0 - 1     | Búhos de Hermosillo  | Francisco Villa                  | 30 de octubre    | 16:00            |           |           |           |           |           |
| Chivas Rayadas       | 4 - 1     | Dorados Los Mochis   | La Preciosa                      | 30 de octubre    | 16:00            |           |           |           |           |           |
| Loros de Colima      | 1 - 0     | Deportivo Guamúchil  | Olímpico Universitario de Colima | 30 de octubre    | 20:00            |           |           |           |           |           |
| Vaqueros de Ixtlán   | 1 - 0     | Obregón FC           | U.D. Revolución Mexicana         | 31 de octubre    | 16:00            |           |           |           |           |           |
| DESCANSO             | DESCANSO  | DESCANSO             | Dorados UACH                     | Dorados UACH     | Dorados UACH     |           |           |           |           |           |

| Jornada 10           | Jornada 10 | Jornada 10           | Jornada 10                   | Jornada 10         | Jornada 10         | Jornada 10 | Jornada 10 | Jornada 10 | Jornada 10 | Jornada 10 |
| Grupo A              | Grupo A    | Grupo A              | Grupo A                      | Grupo A            | Grupo A            | Grupo A    | Grupo A    | Grupo A    | Grupo A    | Grupo A    |
| Local                | Resultado  | Visitante            | Estadio                      | Fecha              | Hora               |            |            |            |            |            |
| -------------------- | ---------- | -------------------- | ---------------------------- | ------------------ | ------------------ | ---------- | ---------- | ---------- | ---------- | ---------- |
| Inter Playa          | 1 - 1      | Atlético Tapatío     | Mario Villanueva Madrid      | 30 de octubre      | 15:00              |            |            |            |            |            |
| CD Lozaro            | 1 - 0      | Guerreros Acapulco   | Centro Vacacional IMSS       | 30 de octubre      | 15:00              |            |            |            |            |            |
| Ocelotes UNACH       | 2 - 2      | Potros UAEM          | Olímpico de Tapachula        | 30 de octubre      | 15:00              |            |            |            |            |            |
| Pumas Naucalpan      | 2 - 1      | Patriotas            | Centenario                   | 30 de octubre      | 16:00              |            |            |            |            |            |
| Tiburones Rojos      | 2 - 0      | Orizaba              | Luis "Pirata" Fuente         | 31 de octubre      | 11:00              |            |            |            |            |            |
| Cuautitlán           | 1 - 2      | Titanes              | Los Pinos                    | 31 de octubre      | 15:00              |            |            |            |            |            |
| DESCANSO             | DESCANSO   | DESCANSO             | Tecamachalco                 | Tecamachalco       | Tecamachalco       |            |            |            |            |            |
| Grupo B              |            |                      |                              |                    |                    |            |            |            |            |            |
| Local                | Resultado  | Visitante            | Estadio                      | Fecha              | Hora               |            |            |            |            |            |
| Bravos               | 4 - 1      | Irapuato             | U.D. Benito Juárez           | 29 de octubre      | 19:30              |            |            |            |            |            |
| Real Saltillo Soccer | 1 - 4      | Ébano FC             | Olímpico Francisco I. Madero | 29 de octubre      | 19:30              |            |            |            |            |            |
| Cruz Azul Jasso      | 2 - 1      | La Piedad            | 10 de diciembre              | 30 de octubre      | 11:00              |            |            |            |            |            |
| FC Excélsior         | 0 - 2      | Querétaro "B"        | Centro Deportivo Soriana     | 30 de octubre      | 11:00              |            |            |            |            |            |
| Unión de Curtidores  | 1 - 1      | Tampico Madero       | La Martinica                 | 30 de octubre      | 16:00              |            |            |            |            |            |
| Correcaminos UAT "B" | 2 - 1      | San Miguel Caudillos | Eugenio Alvizo Porras        | 31 de octubre      | 16:00              |            |            |            |            |            |
| DESCANSO             | DESCANSO   | DESCANSO             | Celaya FC                    | Celaya FC          | Celaya FC          |            |            |            |            |            |
| Grupo C              |            |                      |                              |                    |                    |            |            |            |            |            |
| Local                | Resultado  | Visitante            | Estadio                      | Fecha              | Hora               |            |            |            |            |            |
| Deportivo Guamúchil  | 4 - 0      | Dorados UACH         | Coloso del Dique             | 5 de noviembre     | 20:00              |            |            |            |            |            |
| Chivas Rayadas       | 1 - 1      | Búhos de Hermosillo  | La Preciosa                  | 6 de noviembre     | 16:00              |            |            |            |            |            |
| Delfines Los Cabos   | 1 - 3      | Loros de Colima      | C. Deportivo Don Koll        | 6 de noviembre     | 16:00              |            |            |            |            |            |
| Dorados Los Mochis   | 3 - 3      | Cachorros U. de G.   | Centenario LM                | 6 de noviembre     | 16:00              |            |            |            |            |            |
| Obregón FC           | 2 - 0      | Águilas Reales       | Manuel Piri Sagasta          | 6 de noviembre     | 18:00              |            |            |            |            |            |
| DESCANSO             | DESCANSO   | DESCANSO             | Vaqueros de Ixtlán           | Vaqueros de Ixtlán | Vaqueros de Ixtlán |            |            |            |            |            |

| Jornada 11           | Jornada 11 | Jornada 11           | Jornada 11                       | Jornada 11      | Jornada 11     | Jornada 11 | Jornada 11 | Jornada 11 | Jornada 11 | Jornada 11 |
| Grupo A              | Grupo A    | Grupo A              | Grupo A                          | Grupo A         | Grupo A        | Grupo A    | Grupo A    | Grupo A    | Grupo A    | Grupo A    |
| Local                | Resultado  | Visitante            | Estadio                          | Fecha           | Hora           |            |            |            |            |            |
| -------------------- | ---------- | -------------------- | -------------------------------- | --------------- | -------------- | ---------- | ---------- | ---------- | ---------- | ---------- |
| Potros UAEM          | 2 - 1      | Pumas Naucalpan      | Alberto "Chivo" Córdoba          | 6 de noviembre  | 11:00          |            |            |            |            |            |
| Inter Playa          | 0 - 0      | Tiburones Rojos      | Mario Villanueva Madrid          | 6 de noviembre  | 15:00          |            |            |            |            |            |
| Atlético Tapatío     | 1 - 4      | Tecamachalco         | Arreola                          | 6 de noviembre  | 16:00          |            |            |            |            |            |
| Guerreros Acapulco   | 1 - 0      | Ocelotes UNACH       | Unidad Deportiva Acapulco        | 6 de noviembre  | 20:00          |            |            |            |            |            |
| Orizaba              | 0 - 0      | CD Lozaro            | Unidad Deportiva IMSS            | 7 de noviembre  | 12:00          |            |            |            |            |            |
| Patriotas            | 1 - 1      | Cuautitlán           | Rafael Murillo Vidal             | 7 de noviembre  | 15:00          |            |            |            |            |            |
| DESCANSO             | DESCANSO   | DESCANSO             | Titanes                          | Titanes         | Titanes        |            |            |            |            |            |
| Grupo B              |            |                      |                                  |                 |                |            |            |            |            |            |
| Local                | Resultado  | Visitante            | Estadio                          | Fecha           | Hora           |            |            |            |            |            |
| La Piedad            | 1 - 2      | Unión de Curtidores  | Municipal de Silao               | 4 de noviembre  | 16:00          |            |            |            |            |            |
| Querétaro "B"        | 2 - 0      | Celaya FC            | U.D. La Cañada                   | 5 de noviembre  | 16:00          |            |            |            |            |            |
| Real Saltillo Soccer | 1 - 1      | Cruz Azul Jasso      | Olímpico Francisco I. Madero     | 5 de noviembre  | 19:30          |            |            |            |            |            |
| San Miguel Caudillos | 1 - 2      | Bravos               | José María "Capi" Correa         | 6 de noviembre  | 15:00          |            |            |            |            |            |
| Tampico Madero       | 5 - 0      | Correcaminos UAT "B" | Tamaulipas                       | 6 de noviembre  | 19:00          |            |            |            |            |            |
| Irapuato             | 1 - 0      | FC Excélsior         | Sergio León Chávez               | 8 de noviembre  | 11:00          |            |            |            |            |            |
| DESCANSO             | DESCANSO   | DESCANSO             | Ébano FC                         | Ébano FC        | Ébano FC       |            |            |            |            |            |
| Grupo C              |            |                      |                                  |                 |                |            |            |            |            |            |
| Local                | Resultado  | Visitante            | Estadio                          | Fecha           | Hora           |            |            |            |            |            |
| Vaqueros de Ixtlán   | 3 - 0      | Deportivo Guamúchil  | U.D. Revolución Mexicana         | 12 de noviembre | 16:00          |            |            |            |            |            |
| Búhos de Hermosillo  | 3 - 1      | Obregón FC           | Hundido ITSON                    | 12 de noviembre | 18:00          |            |            |            |            |            |
| Cachorros U. de G.   | 0 - 2      | Chivas Rayadas       | Jalisco                          | 12 de noviembre | 18:00          |            |            |            |            |            |
| Dorados UACH         | 2 - 1      | Delfines Los Cabos   | Olímpico UACH                    | 12 de noviembre | 18:00          |            |            |            |            |            |
| Loros de Colima      | 1 - 1      | Dorados Los Mochis   | Olímpico Universitario de Colima | 12 de noviembre | 18:00          |            |            |            |            |            |
| DESCANSO             | DESCANSO   | DESCANSO             | Águilas Reales                   | Águilas Reales  | Águilas Reales |            |            |            |            |            |

| Jornada 12           | Jornada 12 | Jornada 12           | Jornada 12               | Jornada 12      | Jornada 12    | Jornada 12 | Jornada 12 | Jornada 12 | Jornada 12 | Jornada 12 |
| Grupo A              | Grupo A    | Grupo A              | Grupo A                  | Grupo A         | Grupo A       | Grupo A    | Grupo A    | Grupo A    | Grupo A    | Grupo A    |
| Local                | Resultado  | Visitante            | Estadio                  | Fecha           | Hora          |            |            |            |            |            |
| -------------------- | ---------- | -------------------- | ------------------------ | --------------- | ------------- | ---------- | ---------- | ---------- | ---------- | ---------- |
| Tecamachalco         | 2 - 2      | Titanes              | Neza 86                  | 12 de noviembre | 14:00         |            |            |            |            |            |
| Atlético Tapatío     | 0 - 6      | Tiburones Rojos      | Arreola                  | 13 de noviembre | 15:00         |            |            |            |            |            |
| Ocelotes UNACH       | 1 - 0      | Orizaba              | Olímpico de Tapachula    | 13 de noviembre | 15:00         |            |            |            |            |            |
| Pumas Naucalpan      | 0 - 0      | Guerreros Acapulco   | Centenario               | 13 de noviembre | 16:00         |            |            |            |            |            |
| Cuautitlán           | 2 - 1      | Potros UAEM          | Los Pinos                | 14 de noviembre | 15:00         |            |            |            |            |            |
| CD Lozaro            | 2 - 1      | Inter Playa          | Isidro Gil Tapia         | 15 de noviembre | 11:00         |            |            |            |            |            |
| DESCANSO             | DESCANSO   | DESCANSO             | Patriotas                | Patriotas       | Patriotas     |            |            |            |            |            |
| Grupo B              |            |                      |                          |                 |               |            |            |            |            |            |
| Local                | Resultado  | Visitante            | Estadio                  | Fecha           | Hora          |            |            |            |            |            |
| Bravos               | 1 - 3      | Tampico Madero       | U.D. Benito Juárez       | 12 de noviembre | 19:30         |            |            |            |            |            |
| FC Excélsior         | 1 - 2      | San Miguel Caudillos | Centro Deportivo Soriana | 13 de noviembre | 11:00         |            |            |            |            |            |
| Ébano FC             | 0 - 0      | Cruz Azul Jasso      | Municipal de Ébano       | 13 de noviembre | 15:30         |            |            |            |            |            |
| Unión de Curtidores  | 1 - 1      | Real Saltillo Soccer | La Martinica             | 13 de noviembre | 15:45         |            |            |            |            |            |
| Celaya FC            | 3 - 1      | Irapuato             | Miguel Alemán Valdés     | 13 de noviembre | 17:00         |            |            |            |            |            |
| Correcaminos UAT "B" | 3 - 0      | La Piedad            | Eugenio Alvizo Porras    | 14 de noviembre | 16:00         |            |            |            |            |            |
| DESCANSO             | DESCANSO   | DESCANSO             | Querétaro "B"            | Querétaro "B"   | Querétaro "B" |            |            |            |            |            |

| Jornada 13           | Jornada 13 | Jornada 13           | Jornada 13                   | Jornada 13      | Jornada 13  | Jornada 13 | Jornada 13 | Jornada 13 | Jornada 13 | Jornada 13 |
| Grupo A              | Grupo A    | Grupo A              | Grupo A                      | Grupo A         | Grupo A     | Grupo A    | Grupo A    | Grupo A    | Grupo A    | Grupo A    |
| Local                | Resultado  | Visitante            | Estadio                      | Fecha           | Hora        |            |            |            |            |            |
| -------------------- | ---------- | -------------------- | ---------------------------- | --------------- | ----------- | ---------- | ---------- | ---------- | ---------- | ---------- |
| Orizaba              | 1 - 0      | Pumas Naucalpan      | La Cantera                   | 20 de noviembre | 13:00       |            |            |            |            |            |
| Guerreros Acapulco   | 3 - 2      | Cuautitlán           | Unidad Deportiva Acapulco    | 20 de noviembre | 15:00       |            |            |            |            |            |
| Tiburones Rojos      | 1 - 0      | CD Lozaro            | CAR Veracruz                 | 20 de noviembre | 15:00       |            |            |            |            |            |
| Inter Playa          | 1 - 0      | Ocelotes UNACH       | Mario Villanueva Madrid      | 20 de noviembre | 15:00       |            |            |            |            |            |
| Patriotas            | 2 - 0      | Tecamachalco         | Rafael Murillo Vidal         | 20 de noviembre | 15:00       |            |            |            |            |            |
| Titanes              | 2 - 2      | Atlético Tapatío     | Primero de Mayo              | 21 de noviembre | 12:00       |            |            |            |            |            |
| DESCANSO             | DESCANSO   | DESCANSO             | Potros UAEM                  | Potros UAEM     | Potros UAEM |            |            |            |            |            |
| Grupo B              |            |                      |                              |                 |             |            |            |            |            |            |
| Local                | Resultado  | Visitante            | Estadio                      | Fecha           | Hora        |            |            |            |            |            |
| Real Saltillo Soccer | 0 - 0      | Correcaminos UAT "B" | Olímpico Francisco I. Madero | 19 de noviembre | 19:30       |            |            |            |            |            |
| Querétaro "B"        | 3 - 0      | Ébano FC             | U.D. La Cañada               | 20 de noviembre | 15:00       |            |            |            |            |            |
| La Piedad            | 1 - 4      | Bravos               | Municipal de Silao           | 20 de noviembre | 15:00       |            |            |            |            |            |
| San Miguel Caudillos | 1 - 1      | Celaya FC            | José María "Capi" Correa     | 20 de noviembre | 15:00       |            |            |            |            |            |
| Cruz Azul Jasso      | 2 - 0      | Unión de Curtidores  | 10 de diciembre              | 20 de noviembre | 15:00       |            |            |            |            |            |
| Tampico Madero       | 2 - 0      | FC Excélsior         | Tamaulipas                   | 20 de noviembre | 15:00       |            |            |            |            |            |
| DESCANSO             | DESCANSO   | DESCANSO             | Irapuato                     | Irapuato        | Irapuato    |            |            |            |            |            |

## Tabla de promedios
| Posición | Equipo                                    | Puntos | Juegos | Cociente |
| -------- | ----------------------------------------- | ------ | ------ | -------- |
| 1.       | Tampico Madero                            | 28     | 12     | 2.3333   |
| 2.       | Celaya FC                                 | 28     | 12     | 2.3333   |
| 3.       | Querétaro FC B                            | 27     | 12     | 2.2500   |
| 4.       | Loros de la Universidad de Colima         | 22     | 10     | 2.2000   |
| 5.       | Vaqueros de Ixtlán                        | 21     | 10     | 2.1000   |
| 6.       | Cachorros de la U. de G.                  | 21     | 10     | 2.1000   |
| 7.       | Bravos de Nuevo Laredo                    | 25     | 12     | 2.0833   |
| 8.       | Universidad Autónoma del Estado de México | 24     | 12     | 2.0000   |
| 9.       | Tecamachalco                              | 23     | 12     | 1.9166   |
| 10.      | Guerreros de Acapulco                     | 23     | 12     | 1.9166   |
| 11.      | Tiburones Rojos de Córdoba                | 22     | 12     | 1.8333   |
| 12.      | Cruz Azul Jasso                           | 22     | 12     | 1.8333   |
| 13.      | Inter Playa del Carmen                    | 22     | 12     | 1.8333   |
| 14.      | Unión de Curtidores                       | 21     | 12     | 1.7500   |
| 15.      | Ocelotes de la UNACH                      | 21     | 12     | 1.7500   |
| 16.      | Búhos de Hermosillo                       | 17     | 10     | 1.7000   |
| 17.      | Universidad Autónoma de Chihuahua         | 17     | 10     | 1.7000   |
| 18.      | Chivas Rayadas                            | 16     | 10     | 1.6000   |
| 19.      | Deportivo Guamúchil FC                    | 15     | 10     | 1.5000   |
| 20.      | Dorados de Los Mochis                     | 15     | 10     | 1.5000   |
| 21.      | Patriotas de Córdoba                      | 17     | 12     | 1.4166   |
| 22.      | Correcaminos UAT "B"                      | 17     | 12     | 1.4166   |
| 23.      | San Miguel FC Caudillos                   | 16     | 12     | 1.3333   |
| 24.      | Cuautitlán                                | 16     | 12     | 1.3333   |
| 25.      | Atlético Tapatío                          | 15     | 12     | 1.2500   |
| 26.      | Pumas Naucalpan                           | 14     | 12     | 1.1666   |
| 27.      | Titanes de Tulancingo                     | 14     | 12     | 1.1666   |
| 28.      | Orizaba                                   | 13     | 12     | 1.0833   |
| 29.      | Obregón FC                                | 10     | 10     | 1.0000   |
| 30.      | Delfines de Los Cabos                     | 10     | 10     | 1.0000   |
| 31.      | Real Saltillo Soccer                      | 11     | 12     | 0.9166   |
| 32.      | Irapuato                                  | 10     | 12     | 0.8333   |
| 33.      | CD Lozaro                                 | 10     | 12     | 0.8333   |
| 34.      | Ébano FC                                  | 10     | 12     | 0.8333   |
| 35.      | La Piedad                                 | 10     | 12     | 0.8333   |
| 36.      | FC Excélsior                              | 8      | 12     | 0.6667   |
| 37.      | Águilas Reales de Zacatecas               | 1      | 10     | 0.1000   |

     Descienden a la Liga de Nuevos Talentos. Pero permanecen en la Liga Premier de Ascenso por motivos administrativos

## Liguilla
|  | Octavos de final                                         | Octavos de final                                         | Octavos de final                                         | Octavos de final                                         |   |       | Cuartos de final                             | Cuartos de final                             | Cuartos de final                             | Cuartos de final                             |  |   | Semifinales                                   | Semifinales                                   | Semifinales                                   | Semifinales                                   |  |   | Final                                          | Final                                          | Final                                          | Final                                          |  |
|  | 24 y 25 de noviembre (ida) 27 y 28 de noviembre (vuelta) | 24 y 25 de noviembre (ida) 27 y 28 de noviembre (vuelta) | 24 y 25 de noviembre (ida) 27 y 28 de noviembre (vuelta) | 24 y 25 de noviembre (ida) 27 y 28 de noviembre (vuelta) |   |       | 1 de diciembre (ida) 4 de diciembre (vuelta) | 1 de diciembre (ida) 4 de diciembre (vuelta) | 1 de diciembre (ida) 4 de diciembre (vuelta) | 1 de diciembre (ida) 4 de diciembre (vuelta) |  |   | 8 de diciembre (ida) 11 de diciembre (vuelta) | 8 de diciembre (ida) 11 de diciembre (vuelta) | 8 de diciembre (ida) 11 de diciembre (vuelta) | 8 de diciembre (ida) 11 de diciembre (vuelta) |  |   | 15 de diciembre (ida) 18 de diciembre (vuelta) | 15 de diciembre (ida) 18 de diciembre (vuelta) | 15 de diciembre (ida) 18 de diciembre (vuelta) | 15 de diciembre (ida) 18 de diciembre (vuelta) |  |
|  |                                                          |                                                          |                                                          |                                                          |   |       |                                              |                                              |                                              |                                              |  |   |                                               |                                               |                                               |                                               |  |   |                                                |                                                |                                                |                                                |  |
|  |                                                          |                                                          |                                                          |                                                          |   |       |                                              |                                              |                                              |                                              |  |   |                                               |                                               |                                               |                                               |  |   |                                                |                                                |                                                |                                                |  |
|  | 1                                                        | Tampico Madero                                           | 0                                                        | 4                                                        |   |       |                                              |                                              |                                              |                                              |  |   |                                               |                                               |                                               |                                               |  |   |                                                |                                                |                                                |                                                |  |
|  | 1                                                        | Tampico Madero                                           | 0                                                        | 4                                                        |   |       |                                              |                                              |                                              |                                              |  |   |                                               |                                               |                                               |                                               |  |   |                                                |                                                |                                                |                                                |  |
|  | 14                                                       | Unión de Curtidores                                      | 1                                                        | 0                                                        |   |       |                                              |                                              |                                              |                                              |  |   |                                               |                                               |                                               |                                               |  |   |                                                |                                                |                                                |                                                |  |
|  | 14                                                       | Unión de Curtidores                                      | 1                                                        | 0                                                        |   | 1     | Tampico Madero                               | 2                                            | 2                                            |                                              |  |   |                                               |                                               |                                               |                                               |  |   |                                                |                                                |                                                |                                                |  |
|  |                                                          |                                                          |                                                          |                                                          |   | 1     | Tampico Madero                               | 2                                            | 2                                            |                                              |  |   |                                               |                                               |                                               |                                               |  |   |                                                |                                                |                                                |                                                |  |
|  |                                                          |                                                          | 11                                                       | Inter Playa                                              | 1 | 0     |                                              |                                              |                                              |                                              |  |   |                                               |                                               |                                               |                                               |  |   |                                                |                                                |                                                |                                                |  |
|  | 8                                                        | Loros U. de C.                                           | 11                                                       | Inter Playa                                              | 1 | 0     | 1                                            | 2                                            |                                              |                                              |  |   |                                               |                                               |                                               |                                               |  |   |                                                |                                                |                                                |                                                |  |
|  | 8                                                        | Loros U. de C.                                           |                                                          |                                                          |   |       |                                              |                                              |                                              |                                              |  |   |                                               |                                               |                                               |                                               |  |   |                                                |                                                |                                                |                                                |  |
|  | 11                                                       | Inter Playa                                              | 1                                                        | 3                                                        |   |       |                                              |                                              |                                              |                                              |  |   |                                               |                                               |                                               |                                               |  |   |                                                |                                                |                                                |                                                |  |
|  | 11                                                       | Inter Playa                                              | 1                                                        | 3                                                        |   |       |                                              |                                              |                                              |                                              |  | 1 | Tampico Madero                                | 4                                             | 3                                             |                                               |  |   |                                                |                                                |                                                |                                                |  |
|  |                                                          |                                                          |                                                          |                                                          |   |       |                                              |                                              |                                              |                                              |  | 1 | Tampico Madero                                | 4                                             | 3                                             |                                               |  |   |                                                |                                                |                                                |                                                |  |
|  |                                                          |                                                          | 6                                                        | Tecamachalco                                             | 1 | 1     |                                              |                                              |                                              |                                              |  |   |                                               |                                               |                                               |                                               |  |   |                                                |                                                |                                                |                                                |  |
|  | 4                                                        | Bravos                                                   | 6                                                        | Tecamachalco                                             | 1 | 1     | 2                                            | 4                                            |                                              |                                              |  |   |                                               |                                               |                                               |                                               |  |   |                                                |                                                |                                                |                                                |  |
|  | 4                                                        | Bravos                                                   |                                                          |                                                          |   |       |                                              |                                              |                                              |                                              |  |   |                                               |                                               |                                               |                                               |  |   |                                                |                                                |                                                |                                                |  |
|  | 7                                                        | Acapulco                                                 | 2                                                        | 1                                                        |   |       |                                              |                                              |                                              |                                              |  |   |                                               |                                               |                                               |                                               |  |   |                                                |                                                |                                                |                                                |  |
|  | 7                                                        | Acapulco                                                 | 2                                                        | 1                                                        |   | 4     | Bravos                                       | 2                                            | 1                                            |                                              |  |   |                                               |                                               |                                               |                                               |  |   |                                                |                                                |                                                |                                                |  |
|  |                                                          |                                                          |                                                          |                                                          |   | 4     | Bravos                                       | 2                                            | 1                                            |                                              |  |   |                                               |                                               |                                               |                                               |  |   |                                                |                                                |                                                |                                                |  |
|  |                                                          |                                                          | 6                                                        | Tecamachalco                                             | 2 | 2     |                                              |                                              |                                              |                                              |  |   |                                               |                                               |                                               |                                               |  |   |                                                |                                                |                                                |                                                |  |
|  | 5                                                        | UAEM                                                     | 6                                                        | Tecamachalco                                             | 2 | 2     | 0                                            | 2                                            |                                              |                                              |  |   |                                               |                                               |                                               |                                               |  |   |                                                |                                                |                                                |                                                |  |
|  | 5                                                        | UAEM                                                     |                                                          |                                                          |   |       |                                              |                                              |                                              |                                              |  |   |                                               |                                               |                                               |                                               |  |   |                                                |                                                |                                                |                                                |  |
|  | 6                                                        | Tecamachalco                                             | 3                                                        | 3                                                        |   |       |                                              |                                              |                                              |                                              |  |   |                                               |                                               |                                               |                                               |  |   |                                                |                                                |                                                |                                                |  |
|  | 6                                                        | Tecamachalco                                             | 3                                                        | 3                                                        |   |       |                                              |                                              |                                              |                                              |  |   |                                               |                                               |                                               |                                               |  | 1 | Tampico Madero                                 | 2                                              | 2 (1)                                          |                                                |  |
|  |                                                          |                                                          |                                                          |                                                          |   |       |                                              |                                              |                                              |                                              |  |   |                                               |                                               |                                               |                                               |  | 1 | Tampico Madero                                 | 2                                              | 2 (1)                                          |                                                |  |
|  |                                                          |                                                          | 2                                                        | Celaya FC                                                | 3 | 1 (3) |                                              |                                              |                                              |                                              |  |   |                                               |                                               |                                               |                                               |  |   |                                                |                                                |                                                |                                                |  |
|  | 2                                                        | Celaya FC                                                | 2                                                        | Celaya FC                                                | 3 | 1 (3) | 0                                            | 5                                            |                                              |                                              |  |   |                                               |                                               |                                               |                                               |  |   |                                                |                                                |                                                |                                                |  |
|  | 2                                                        | Celaya FC                                                |                                                          |                                                          |   |       |                                              |                                              |                                              |                                              |  |   |                                               |                                               |                                               |                                               |  |   |                                                |                                                |                                                |                                                |  |
|  | 16                                                       | UACH                                                     | 0                                                        | 3                                                        |   |       |                                              |                                              |                                              |                                              |  |   |                                               |                                               |                                               |                                               |  |   |                                                |                                                |                                                |                                                |  |
|  | 16                                                       | UACH                                                     | 0                                                        | 3                                                        |   | 2     | Celaya FC                                    | 0                                            | 0 (4)                                        |                                              |  |   |                                               |                                               |                                               |                                               |  |   |                                                |                                                |                                                |                                                |  |
|  |                                                          |                                                          |                                                          |                                                          |   | 2     | Celaya FC                                    | 0                                            | 0 (4)                                        |                                              |  |   |                                               |                                               |                                               |                                               |  |   |                                                |                                                |                                                |                                                |  |
|  |                                                          |                                                          | 10                                                       | Cruz Azul Jasso                                          | 0 | 0 (3) |                                              |                                              |                                              |                                              |  |   |                                               |                                               |                                               |                                               |  |   |                                                |                                                |                                                |                                                |  |
|  | 12                                                       | Vaqueros Ixtlán                                          | 10                                                       | Cruz Azul Jasso                                          | 0 | 0 (3) | 1                                            | 1 (4)                                        |                                              |                                              |  |   |                                               |                                               |                                               |                                               |  |   |                                                |                                                |                                                |                                                |  |
|  | 12                                                       | Vaqueros Ixtlán                                          |                                                          |                                                          |   |       |                                              |                                              |                                              |                                              |  |   |                                               |                                               |                                               |                                               |  |   |                                                |                                                |                                                |                                                |  |
|  | 10                                                       | Cruz Azul Jasso                                          | 2                                                        | 0 (5)                                                    |   |       |                                              |                                              |                                              |                                              |  |   |                                               |                                               |                                               |                                               |  |   |                                                |                                                |                                                |                                                |  |
|  | 10                                                       | Cruz Azul Jasso                                          | 2                                                        | 0 (5)                                                    |   |       |                                              |                                              |                                              |                                              |  | 2 | Celaya FC                                     | 1                                             | 4                                             |                                               |  |   |                                                |                                                |                                                |                                                |  |
|  |                                                          |                                                          |                                                          |                                                          |   |       |                                              |                                              |                                              |                                              |  | 2 | Celaya FC                                     | 1                                             | 4                                             |                                               |  |   |                                                |                                                |                                                |                                                |  |
|  |                                                          |                                                          | 3                                                        | Querétaro B                                              | 0 | 0     |                                              |                                              |                                              |                                              |  |   |                                               |                                               |                                               |                                               |  |   |                                                |                                                |                                                |                                                |  |
|  | 3                                                        | Querétaro B                                              | 3                                                        | Querétaro B                                              | 0 | 0     | 1                                            | 1 (5)                                        |                                              |                                              |  |   |                                               |                                               |                                               |                                               |  |   |                                                |                                                |                                                |                                                |  |
|  | 3                                                        | Querétaro B                                              |                                                          |                                                          |   |       |                                              |                                              |                                              |                                              |  |   |                                               |                                               |                                               |                                               |  |   |                                                |                                                |                                                |                                                |  |
|  | 15                                                       | Búhos Hermosillo                                         | 1                                                        | 1 (4)                                                    |   |       |                                              |                                              |                                              |                                              |  |   |                                               |                                               |                                               |                                               |  |   |                                                |                                                |                                                |                                                |  |
|  | 15                                                       | Búhos Hermosillo                                         | 1                                                        | 1 (4)                                                    |   | 3     | Querétaro B                                  | 3                                            | 0                                            |                                              |  |   |                                               |                                               |                                               |                                               |  |   |                                                |                                                |                                                |                                                |  |
|  |                                                          |                                                          |                                                          |                                                          |   | 3     | Querétaro B                                  | 3                                            | 0                                            |                                              |  |   |                                               |                                               |                                               |                                               |  |   |                                                |                                                |                                                |                                                |  |
|  |                                                          |                                                          | 9                                                        | T.R. Córdoba                                             | 1 | 0     |                                              |                                              |                                              |                                              |  |   |                                               |                                               |                                               |                                               |  |   |                                                |                                                |                                                |                                                |  |
|  | 13                                                       | Cachorros U. de G.                                       | 9                                                        | T.R. Córdoba                                             | 1 | 0     | 1                                            | 0                                            |                                              |                                              |  |   |                                               |                                               |                                               |                                               |  |   |                                                |                                                |                                                |                                                |  |
|  | 13                                                       | Cachorros U. de G.                                       |                                                          |                                                          |   |       |                                              |                                              |                                              |                                              |  |   |                                               |                                               |                                               |                                               |  |   |                                                |                                                |                                                |                                                |  |
|  | 9                                                        | T.R. Córdoba                                             | 0                                                        | 4                                                        |   |       |                                              |                                              |                                              |                                              |  |   |                                               |                                               |                                               |                                               |  |   |                                                |                                                |                                                |                                                |  |
|  | 9                                                        | T.R. Córdoba                                             | 0                                                        | 4                                                        |   |       |                                              |                                              |                                              |                                              |  |   |                                               |                                               |                                               |                                               |  |   |                                                |                                                |                                                |                                                |  |
|  |                                                          |                                                          |                                                          |                                                          |   |       |                                              |                                              |                                              |                                              |  |   |                                               |                                               |                                               |                                               |  |   |                                                |                                                |                                                |                                                |  |

### Octavos de final
| 24 de noviembre de 2010, 20:00 (UTC -6) | Unión de Curtidores | 1:0 (1:0) | Tampico Madero | Estadio La Martinica, León, Guanajuato                                  |                                                                         |
|                                         | J. Palomera 12'     | Reporte   |                | Asistencia: 1 500 espectadores Árbitro(s): Julio César Mondragón Robles | Asistencia: 1 500 espectadores Árbitro(s): Julio César Mondragón Robles |

| 27 de noviembre de 2010, 19:00 (UTC -6)              | Tampico Madero                        | 4:0 (2:0) (Global 4:1) | Unión de Curtidores | Estadio Tamaulipas, Tampico - Madero, Tamaulipas                   |                                                                    |
|                                                      | F. Cortés 21', 82', 91' · E. Cruz 39' | Reporte                |                     | Asistencia: 4 000 espectadores Árbitro(s): Rodrigo Cervantes Muñoz | Asistencia: 4 000 espectadores Árbitro(s): Rodrigo Cervantes Muñoz |
| Tampico Madero avanzó a Cuartos de Final. Global 4-1 |                                       |                        |                     |                                                                    |                                                                    |

| 24 de noviembre de 2010, 15:00 (UTC -5) | Inter Playa    | 1:1 (0:1) | Loros U. de C.  | Estadio Mario Villanueva Madrid, Playa del Carmen, Quintana Roo |                                                             |
|                                         | A. Alpuche 85' | Reporte   | 29' S. Vizcarra | Asistencia: 400 espectadores Árbitro(s): Josué Roldán Amaro     | Asistencia: 400 espectadores Árbitro(s): Josué Roldán Amaro |

| 27 de noviembre de 2010, 20:00 (UTC -6)           | Loros U. de C.             | 2:3 (1:1) (Global 3:4) | Inter Playa                        | Estadio Olímpico Universitario de Colima, Colima, Colima            |                                                                     |
|                                                   | E. García de León 10', 81' | Reporte                | 31' L. Reyes · 48', 52' A. Alpuche | Asistencia: 2 000 espectadores Árbitro(s): Jesús Bisguerra Mendiola | Asistencia: 2 000 espectadores Árbitro(s): Jesús Bisguerra Mendiola |
| Inter Playa avanzó a Cuartos de Final. Global 3-4 |                            |                        |                                    |                                                                     |                                                                     |

| 24 de noviembre de 2010, 15:00 (UTC -6) | Acapulco          | 2:2 (1:1) | Bravos               | Unidad Deportiva Acapulco, Acapulco, Guerrero                     |                                                                   |
|                                         | A. Pérez 43', 59' | Reporte   | 33', 87' S. Gallardo | Asistencia: 1 000 espectadores Árbitro(s): Pablo Sánchez Yamasaki | Asistencia: 1 000 espectadores Árbitro(s): Pablo Sánchez Yamasaki |

| 27 de noviembre de 2010, 19:30 (UTC -6)      | Bravos                                             | 4:1 (3:1) (Global 6:3) | Acapulco      | Unidad Deportiva Benito Juárez, Nuevo Laredo, Tamaulipas                      |                                                                               |
|                                              | A. Moreno 1' · O. Fernández 8', 41' · M. Núñez 89' | Reporte                | 21' A. Tavera | Asistencia: 1 500 espectadores Árbitro(s): Óscar Alejandro Aguilar Villanueva | Asistencia: 1 500 espectadores Árbitro(s): Óscar Alejandro Aguilar Villanueva |
| Bravos avanzó a Cuartos de Final. Global 6-3 |                                                    |                        |               |                                                                               |                                                                               |

| 24 de noviembre de 2010, 14:00 (UTC -6) | Tecamachalco                                         | 3:0 (0:0) | UAEM | Estadio Neza 86, Ciudad Nezahualcóyotl, Estado de México   |                                                            |
|                                         | F. Iturbide 46' · I. Quintana 57' · J. San Román 84' | Reporte   |      | Asistencia: 500 espectadores Árbitro(s): Uriel Olvera Ríos | Asistencia: 500 espectadores Árbitro(s): Uriel Olvera Ríos |

| 27 de noviembre de 2010, 11:00 (UTC -6)            | UAEM                            | 2:3 (1:0) (Global 2:6) | Tecamachalco                           | Estadio Universitario Alberto "Chivo" Córdoba, Toluca, Estado de México |                                                                |
|                                                    | O. González 17' · S. Monroy 73' | Reporte                | 58', 89' I. Quintana · 71' F. Iturbide | Asistencia: 300 espectadores Árbitro(s): Rafael Villegas Ángel          | Asistencia: 300 espectadores Árbitro(s): Rafael Villegas Ángel |
| Tecamachalco avanzó a Cuartos de Final. Global 2-6 |                                 |                        |                                        |                                                                         |                                                                |

| 24 de noviembre de 2010, 19:00 (UTC -7) | UACH | 0:0     | Celaya FC | Estadio Olímpico de la UACH, Chihuahua, Chihuahua                     |                                                                       |
|                                         |      | Reporte |           | Asistencia: 300 espectadores Árbitro(s): José Ulises García Fernández | Asistencia: 300 espectadores Árbitro(s): José Ulises García Fernández |

| 27 de noviembre de 2010, 20:00 (UTC -6)      | Celaya FC                                                              | 5:3 (2:2) (Global 5:3) | UACH                                                 | Estadio Miguel Alemán Valdés, Celaya, Guanajuato                          |                                                                           |
|                                              | R. García 8', 57' · A. Riestra 19' · J. Vázquez 47' · J. Hernández 59' | Reporte                | 22' A. Santana · 38' N. Castrellón · 67' E. González | Asistencia: 3 000 espectadores Árbitro(s): Emerson Gustavo Zamora Ramírez | Asistencia: 3 000 espectadores Árbitro(s): Emerson Gustavo Zamora Ramírez |
| Celaya avanzó a Cuartos de Final. Global 5-3 |                                                                        |                        |                                                      |                                                                           |                                                                           |

| 25 de noviembre de 2011, 15:00 (UTC -6) | Cruz Azul Jasso                 | 2:1 (2:1) | Vaqueros Ixtlán  | Estadio 10 de diciembre, Jasso, Hidalgo                             |                                                                     |
|                                         | D. Caballero 31' · G. Marín 43' | Reporte   | 13' O. Plasencia | Asistencia: 250 espectadores Árbitro(s): Quetzalli Alvarado Godínez | Asistencia: 250 espectadores Árbitro(s): Quetzalli Alvarado Godínez |

| 28 de noviembre de 2010, 15:00 (UTC -6)                                                        | Vaqueros Ixtlán    | 1:0 (1:0) (4:5 p.)(Global 2:2) | Cruz Azul Jasso | Unidad Deportiva Revolución Mexicana, Tonalá, Jalisco                        |                                                                              |
|                                                                                                | G. Castellanos 46' | Reporte                        |                 | Asistencia: 500 espectadores Árbitro(s): Marcos Adrián Aguilar Montes de Oca | Asistencia: 500 espectadores Árbitro(s): Marcos Adrián Aguilar Montes de Oca |
| Cruz Azul Jasso avanzó a Cuartos de Final tras ganar 4-5 en serie de tiros penales. Global 2-2 |                    |                                |                 |                                                                              |                                                                              |

| 24 de noviembre de 2010, 19:00 (UTC -7) | Búhos Hermosillo | 1:1 (1:0) | Querétaro B  | Estadio Hundido ITSON, Ciudad Obregón, Sonora                      |                                                                    |
|                                         | F. Félix 32'     | Reporte   | 68' M. Amaya | Asistencia: 100 espectadores Árbitro(s): Manuel Fabián Medina Rojo | Asistencia: 100 espectadores Árbitro(s): Manuel Fabián Medina Rojo |

| 27 de noviembre de 2010, 16:00 (UTC -6)                                              | Querétaro B      | 1:1 (0:0) (5:4 p.)(Global 2:2) | Búhos Hermosillo | Unidad Deportiva La Cañada, El Marqués, Querétaro                |                                                                  |
|                                                                                      | C. Zamarripa 69' | Reporte                        | 90' J. Silva     | Asistencia: 2 000 espectadores Árbitro(s): Sergio León Hernández | Asistencia: 2 000 espectadores Árbitro(s): Sergio León Hernández |
| Querétaro B avanzó a Cuartos de Final tras ganar 5-4 en serie de penales. Glboal 2-2 |                  |                                |                  |                                                                  |                                                                  |

| 24 de noviembre de 2010, 16:00 (UTC -6) | T.R. Córdoba | 0:1 (0:0) | Cachorros U. de G. | Estadio Luis "Pirata" Fuente, Veracruz, Veracruz             |                                                              |
|                                         |              | Reporte   | 84' F. Navarrete   | Asistencia: 200 espectadores Árbitro(s): Roberto Ríos Jácome | Asistencia: 200 espectadores Árbitro(s): Roberto Ríos Jácome |

| 27 de noviembre de 2010, 12:00 (UTC -6)            | Cachorros U. de G. | 0:4 (0:1) (Global 1:4) | T.R. Córdoba                                         | Estadio Jalisco, Guadalajara, Jalisco                           |                                                                 |
|                                                    |                    | Reporte                | 38' J. López · J. Vázquez 66', 89' · F. Castillo 83' | Asistencia: 300 espectadores Árbitro(s): Édgar Homero Ruiz Díaz | Asistencia: 300 espectadores Árbitro(s): Édgar Homero Ruiz Díaz |
| T.R. Córdoba avanzó a Cuartos de Final. Global 1-4 |                    |                        |                                                      |                                                                 |                                                                 |

### Cuartos de final
| 1 de diciembre de 2010, 15:00 (UTC -5) | Inter Playa  | 1:2 (0:2) | Tampico Madero                | Estadio Mario Villanueva Madrid, Playa del Carmen, Quintana Roo        |                                                                        |
|                                        | C. Pérez 67' | Reporte   | 7' L. Sánchez · 13' F. Cortés | Asistencia: 500 espectadores Árbitro(s): Rodolfo Jaír Villanueva Pérez | Asistencia: 500 espectadores Árbitro(s): Rodolfo Jaír Villanueva Pérez |

| 4 de diciembre de 2010, 19:00 (UTC -6)          | Tampico Madero               | 2:0 (1:0) (Global 4:1) | Inter Playa | Estadio Tamaulipas, Tampico - Madero, Tamaulipas                  |                                                                   |
|                                                 | E. Cruz 10' · R. Estrada 70' | Reporte                |             | Asistencia: 6 000 espectadores Árbitro(s): Humberto Sánchez Reyna | Asistencia: 6 000 espectadores Árbitro(s): Humberto Sánchez Reyna |
| Tampico Madero avanzó a Semifinales. Global 4-1 |                              |                        |             |                                                                   |                                                                   |

| 1 de diciembre de 2010, 14:00 (UTC -6) | Tecamachalco                     | 2:2 (1:1) | Bravos               | Estadio Neza 86, Ciudad Nezahualcóyotl, Estado de México          |                                                                   |
|                                        | F. Iturbide 34' · J. Vázquez 88' | [3https://ligamx.net/cancha/informeArbitral/23321/eyJpZFRlbXBvcmFkYSI6IjYxIiwiaWRUb3JuZW8iOiIyOSIsImlkRGl2aXNpb24iOiI3IiwiaWRDbHViTG9jYWwiOiIxNjQ2IiwiaWRDbHViVmlzaXRhIjoiMTE5In0= Reporte] | 3', 82' O. Fernández | Asistencia: 200 espectadores Árbitro(s): Jesús Bisguerra Mendiola | Asistencia: 200 espectadores Árbitro(s): Jesús Bisguerra Mendiola |

| 4 de diciembre de 2010, 19:30 (UTC -6)        | Bravos        | 1:2 (1:0) (Global 3:4) | Tecamachalco         | Unidad Deportiva Benito Juárez, Nuevo Laredo, Tamaulipas            |                                                                     |
|                                               | H. García 10' | Reporte                | 17', 64' F. Iturbide | Asistencia: 2 000 espectadores Árbitro(s): Marco Antonio Ortíz Nava | Asistencia: 2 000 espectadores Árbitro(s): Marco Antonio Ortíz Nava |
| Tecamachalco avanzó a Semifinales. Global 3-4 |               |                        |                      |                                                                     |                                                                     |

| 1 de diciembre de 2010, 15:00 (UTC -6) | Cruz Azul Jasso | 0:0     | Celaya FC | Estadio 10 de diciembre, Jasso, Hidalgo                          |                                                                  |
|                                        |                 | Reporte |           | Asistencia: 600 espectadores Árbitro(s): Adalid Maganda Villalva | Asistencia: 600 espectadores Árbitro(s): Adalid Maganda Villalva |

| 4 de diciembre de 2010, 20:00 (UTC -6)                                        | Celaya FC | 0:0 (4:3 p.)(Global 0:0) | Cruz Azul Jasso | Estadio Miguel Alemán Valdés, Celaya, Guanajuato                         |                                                                          |
|                                                                               |           | Reporte                  |                 | Asistencia: 12 000 espectadores Árbitro(s): Julio César Mondragón Robles | Asistencia: 12 000 espectadores Árbitro(s): Julio César Mondragón Robles |
| Celaya avanzó a Semifinales tras ganar 4-3 en la tanda de penales. Global 0-0 |           |                          |                 |                                                                          |                                                                          |

| 1 de diciembre de 2010, 14:00 (UTC -6) | T.R. Córdoba      | 1:3 (0:3) | Querétaro B                                       | Estadio Luis "Pirata" Fuente, Veracruz, Veracruz                    |                                                                     |
|                                        | F. Castillo 90+1' | Reporte   | 16' M. Morales · 37' I. del Real · 45' B. Almanza | Asistencia: 100 espectadores Árbitro(s): Baruch Absalón Castellanos | Asistencia: 100 espectadores Árbitro(s): Baruch Absalón Castellanos |

| 4 de diciembre de 2010, 16:00 (UTC -6)       | Querétaro B | 0:0 (Global 3:1) | T.R. Córdoba | Unidad Deportiva La Cañada, El Marqués, Querétaro                        |                                                                          |
|                                              |             | Reporte          |              | Asistencia: 5 000 espectadores Árbitro(s): Reinhold Enrique Ortíz Tienda | Asistencia: 5 000 espectadores Árbitro(s): Reinhold Enrique Ortíz Tienda |
| Querétaro B avanzó a Semifinales. Global 3-1 |             |                  |              |                                                                          |                                                                          |

### Semifinales
| 8 de diciembre de 2010, 14:00 (UTC -6) | Tecamachalco    | 1:4 (0:3) | Tampico Madero                                   | Estadio Neza 86, Ciudad Nezahualcóyotl, Estado de México            |                                                                     |
|                                        | F. Iturbide 69' | Reporte   | 3', 45' E. Cruz · 43' L. Sánchez · 64' F. Cortés | Asistencia: 250 espectadores Árbitro(s): Baruch Absalón Castellanos | Asistencia: 250 espectadores Árbitro(s): Baruch Absalón Castellanos |

| 11 de diciembre de 2010, 19:00 (UTC -6)      | Tampico Madero                            | 3:1 (1:0) (Global 7:2) | Tecamachalco    | Estadio Tamaulipas, Tampico - Madero, Tamaulipas                          |                                                                           |
|                                              | W. Díaz 29' · F. Cortés 69' · E. Cruz 83' | Reporte                | 19' F. Iturbide | Asistencia: 8 000 espectadores Árbitro(s): Emerson Gustavo Zamora Ramírez | Asistencia: 8 000 espectadores Árbitro(s): Emerson Gustavo Zamora Ramírez |
| Tampico Madero avanzó a la Final. Global 7-2 |                                           |                        |                 |                                                                           |                                                                           |

| 8 de diciembre de 2010, 16:00 (UTC -6) | Querétaro B | 0:1 (0:1) | Celaya FC   | Unidad Deportiva La Cañada, El Marqués, Querétaro                  |                                                                    |
|                                        |             | Reporte   | 3' C. Ramos | Asistencia: 2 000 espectadores Árbitro(s): Arturo Serratos Alcaraz | Asistencia: 2 000 espectadores Árbitro(s): Arturo Serratos Alcaraz |

| 11 de diciembre de 2010, 20:00 (UTC -6) | Celaya FC                                            | 4:0 (3:0) (Global 5:0) | Querétaro B | Estadio Miguel Alemán Valdés, Celaya, Guanajuato               |                                                                |
|                                         | J. Hernández 6', 42' · J. Garza 44' · G. Clemens 76' | Reporte                |             | Asistencia: 7 000 espectadores Árbitro(s): Arturo Cruz Hurtado | Asistencia: 7 000 espectadores Árbitro(s): Arturo Cruz Hurtado |
| Celaya avanzó a la Final. Global 5-0    |                                                      |                        |             |                                                                |                                                                |

### Final
| 15 de diciembre de 2010, 20:00 (UTC -6) | Celaya FC                                        | 3:2 (0:1) | Tampico Madero  | Estadio Miguel Alemán Valdés, Celaya, Guanajuato                   |                                                                    |
|                                         | A. Riestra 56' · J. Garza 71' · J. Hernández 85' | Reporte   | 5', 49' E. Cruz | Asistencia: 15 000 espectadores Árbitro(s): Edgar Homero Ruiz Diaz | Asistencia: 15 000 espectadores Árbitro(s): Edgar Homero Ruiz Diaz |

| 18 de diciembre de 2010, 19:00 (UTC -6)                                                     | Tampico Madero     | 2:1 (2:1) (1:3 p.)(Global 4:4) | Celaya FC     | Estadio Tamaulipas, Tampico - Madero, Tamaulipas                |                                                                 |
|                                                                                             | F. Cortés 26', 27' | Reporte                        | 7' A. Riestra | Asistencia: 30 000 espectadores Árbitro(s): Arturo Cruz Hurtado | Asistencia: 30 000 espectadores Árbitro(s): Arturo Cruz Hurtado |
| Celaya campeón del Torneo Independencia 2010 tras ganar 1-3 en serie de penales. Global 4-4 |                    |                                |               |                                                                 |                                                                 |

| Campeón Torneo Independencia 2010 |
| --------------------------------- |
|                                   |
| Celaya FC                         |
| 2° Título                         |